# Zoogdieren
Zoogdieren (Mammalia) vormen een klasse van warmbloedige, meestal levendbarende gewervelde dieren die hun jongen zogen: de moederdieren produceren melk en voeden hiermee hun jongen. Ze zijn deel van de Amniota en zijn als zodanig het nauwst verwant aan de reptielen en vogels. Zoogdieren onderscheiden zich van andere dieren door hun beschermende beharing, hun goed ontwikkelde hersenen en de specifieke bouw van hun schedel.
Tot de moderne zoogdieren worden ruim 6400 levende soorten gerekend. Ongeveer 200 hiervan komen voor in Europa. In het Midden-Oosten en Afrika is de soortenrijkdom groter. De zoogdieren kennen zowel vliegende (vleermuizen) als zwemmende (walvissen) en zowel vleesetende (roofdieren) als plantenetende (onder andere herkauwers) soorten. Het grootste dier aller tijden, de blauwe vinvis, en het grootste levende landdier, de savanneolifant, zijn beide zoogdieren. Zoogdieren komen op vrijwel de hele aarde voor, behalve in de meest extreme habitats. Ook de mens is een zoogdier.
Veel zoogdieren vertonen intelligent gedrag. Ze zijn in staat om op verschillende manieren met elkaar te communiceren door middel van geluiden, geuren en signalen. De meeste zoogdieren leven in groepen en vormen sociale structuren, bijvoorbeeld een haremverband of een hiërarchie. Enkele soorten zijn solitair en hebben een territoriale levenswijze.
Vanaf de neolithische revolutie werden veel soorten zoogdieren door de mens gedomesticeerd. Gedomesticeerde zoogdieren vormen tot op het heden een belangrijke component van de menselijke voedselvoorziening (in de vorm van vlees en zuivel). Zoogdieren spelen ook een rol in sport, bijvoorbeeld bij de jacht of tijdens een race, en worden gebruikt als modelorganisme in de wetenschap. Steeds meer wilde zoogdieren worden met uitsterven bedreigd, voornamelijk als gevolg van stroperij en vernietiging van hun habitats.

## Eigenschappen
Zoogdieren zijn warmbloedige gewervelde dieren met – in ieder geval in aanleg – een lichaamsbedekking die uit haar bestaat. Zij ademen met hun longen en ze zogen hun jongen met moedermelk, de uitscheiding van hun melkklieren. Behalve melkklieren heeft de huid ook zweetklieren, waarmee zoogdieren warmte kunnen verliezen. Met uitzondering van de cloacadieren zijn alle soorten levendbarend. Kenmerkend is de bouw van de onderkaak, die uit één bot bestaat, en de drie gehoorbeentjes.
Niet alle genoemde kenmerken zijn uniek; zo ontwikkelen ook sommige haaien een placenta en zijn ook vogels warmbloedig. Beide groepen zijn voorbeelden van convergente evolutie; zowel de warmbloedigheid van de vogels (die afstammen van koudbloedige reptielen) als de placentale ontwikkeling van de jongen bij de haaien (een uitzondering binnen de eierleggende kraakbeenvissen) zijn onafhankelijk van de parallelle kenmerken bij de zoogdieren ontstaan. Uniek voor de zoogdieren zijn de vacht, de gehoorbeentjes, de onderkaak en de melk- en zweetklieren.
Zoogdieren zijn diploïde organismen (de chromosomen komen voor in paren). Bij zoogdieren wordt het geslacht bij vrijwel alle soorten bepaald door de geslachtschromosomen: vrouwtjes hebben twee X-chromosomen en mannetjes hebben een X- en een Y-chromosoom. Uitzonderingen hierop zijn bijvoorbeeld het vogelbekdier, de mierenegel en Tokudaia osimensis. Het totale aantal chromosomen (2n) varieert sterk: van 2n=6 bij de Indische muntjak (Muntiacus muntjak), een Aziatisch hert, tot 2n=118 bij Dactylomys boliviensis, een Zuid-Amerikaans knaagdier uit de familie der stekelratten.

### Voortplanting

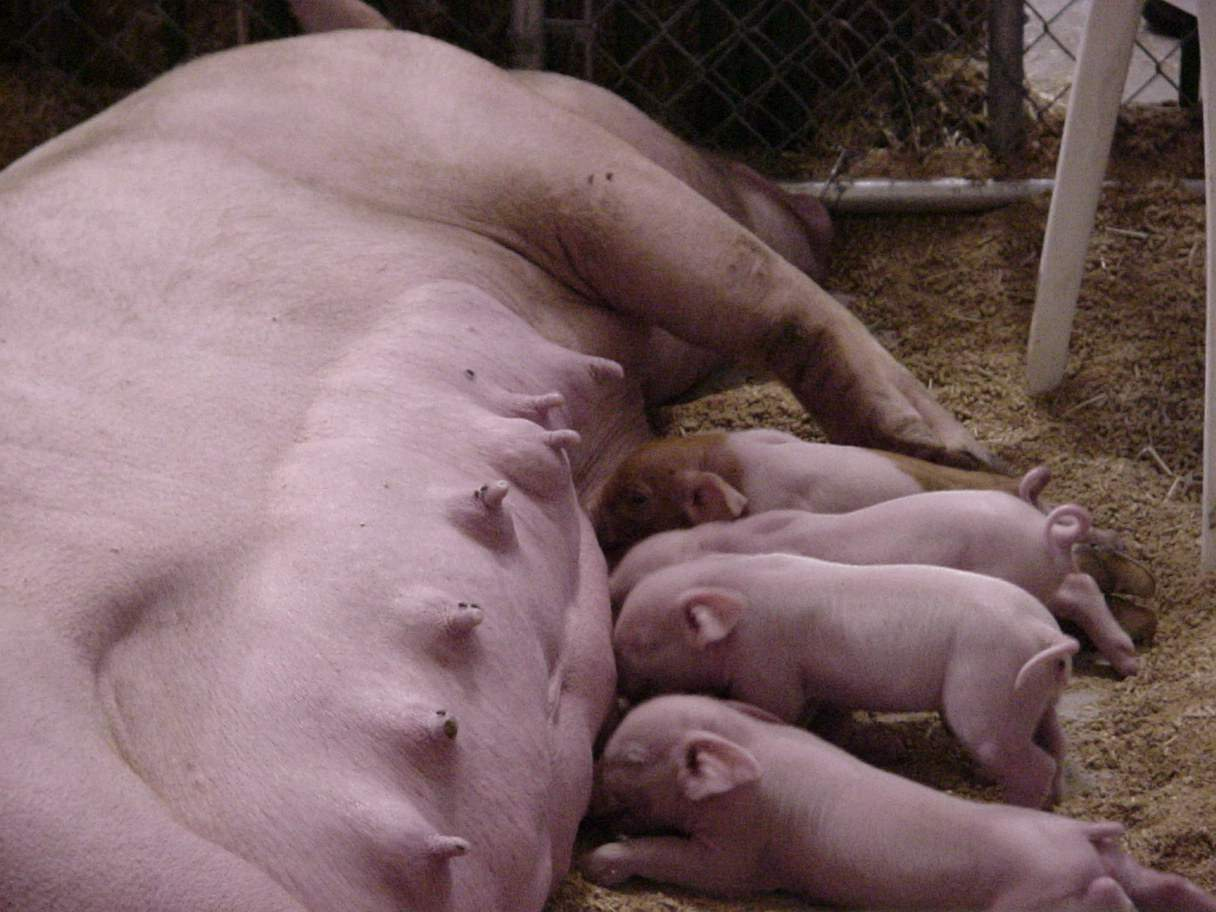
Moedermelk drinkende biggen.

Bij alle zoogdiersoorten vindt de bevruchting inwendig plaats, waarbij een penis het sperma in de vagina brengt. De zaadcellen bewegen door de cervix en de uterus naar de eileider. De bevruchting vindt over het algemeen plaats in de eileider. Hoewel de primitievere leden van de klasse (de cloacadieren, bijvoorbeeld het vogelbekdier en de mierenegel) eierleggend zijn, brengen de meeste zoogdieren hun jongen levend ter wereld. Bij de buideldieren (Metatheria) zijn de jongen nog erg weinig ontwikkeld na de geboorte en verblijven ze na hun geboorte vaak nog lange tijd in een buidel, waar zij zich verder ontwikkelen. Bij de placentadieren (Placentalia) wordt een verder ontwikkeld jong geboren na een verblijf in de baarmoeder, waar het via de navelstreng van voedsel en zuurstof wordt voorzien.
Er is een groot verschil in de mate van ontwikkeling bij de geboorte. Zo worden veel knaagdieren, konijnen en verscheidene roofdieren, zoals beren, naakt en blind geboren in een hol. De eerste paar weken van hun leven hebben ze verzorging van de moeder nodig. Katten en andere roofdieren worden eveneens met gesloten ogen geboren, maar deze dieren hebben wel al beharing. Ook bij deze dieren is verzorging door de moeder nodig, in het bijzonder om te leren jagen. Kuddedieren als hoefdieren baren jongen die volledig ontwikkeld ter wereld komen en al binnen een uur kunnen lopen. De draagtijd verschilt van de buidelmuis Sminthopsis macroura, waarvan het jong na elf dagen wordt geboren, tot de Afrikaanse olifanten, waarvan de draagtijd 22 maanden kan bedragen. De grootte van de worp loopt uiteen van verscheidene soorten mensapen, olifanten en walvissen, die meestal slechts één jong per keer krijgen, tot de Virginiaanse opossum, die maximaal achttien tot negentien jongen per keer kan krijgen.

### Lichaamstemperatuur
Zoogdieren zijn, net als vogels, warmbloedig. Dit betekent dat de lichaamstemperatuur constant wordt gehouden (homeotherm) en onafhankelijk is van de buitentemperatuur. Bij koudbloedige dieren is de lichaamstemperatuur meer afhankelijk van de buitentemperatuur.
De hypothalamus, een klein gebied in de hersenen, regelt bij zoogdieren de lichaamstemperatuur. Dit kan gebeuren door:
- opvoering/verlaging van de snelheid van het metabolisme,
- verwijding/verdunning van de bloedvaten (die warmte naar de huid transporteren),
- het opzetten/platzetten van de haren (die een isolerende luchtlaag vasthouden/loslaten),
- rillen om het warm te krijgen
- zweten en hijgen (via de verdamping verliest het dier warmte).

Ook kan een zoogdier zijn temperatuur regelen zonder dat de hypothalamus een rol speelt. Zo kruipen sommige soorten bij elkaar, hurken ineen of nemen een zonnebad om warm te blijven. In warme streken, waar de buitentemperatuur 's middags hoog kan worden, zoeken zoogdieren de schaduw op, schuilen in een hol of beschermen zich tegen de zon door zich te bedekken met bijvoorbeeld een laag modder.
Door de warmbloedigheid zijn zoogdieren in staat om op plaatsen te overleven waar koudbloedige dieren als reptielen en amfibieën niet kunnen overleven, zoals de koude poolgebieden. Warmbloedigheid kost echter ook veel energie waardoor kleine zoogdieren, bijvoorbeeld spitsmuizen, veel meer moeten eten dan reptielen van dezelfde grootte. Sommige zoogdieren offeren hun homeothermie soms tijdelijk op. Zo daalt bij veel soorten de lichaamstemperatuur tijdens de winterslaap.

### Huid en haar

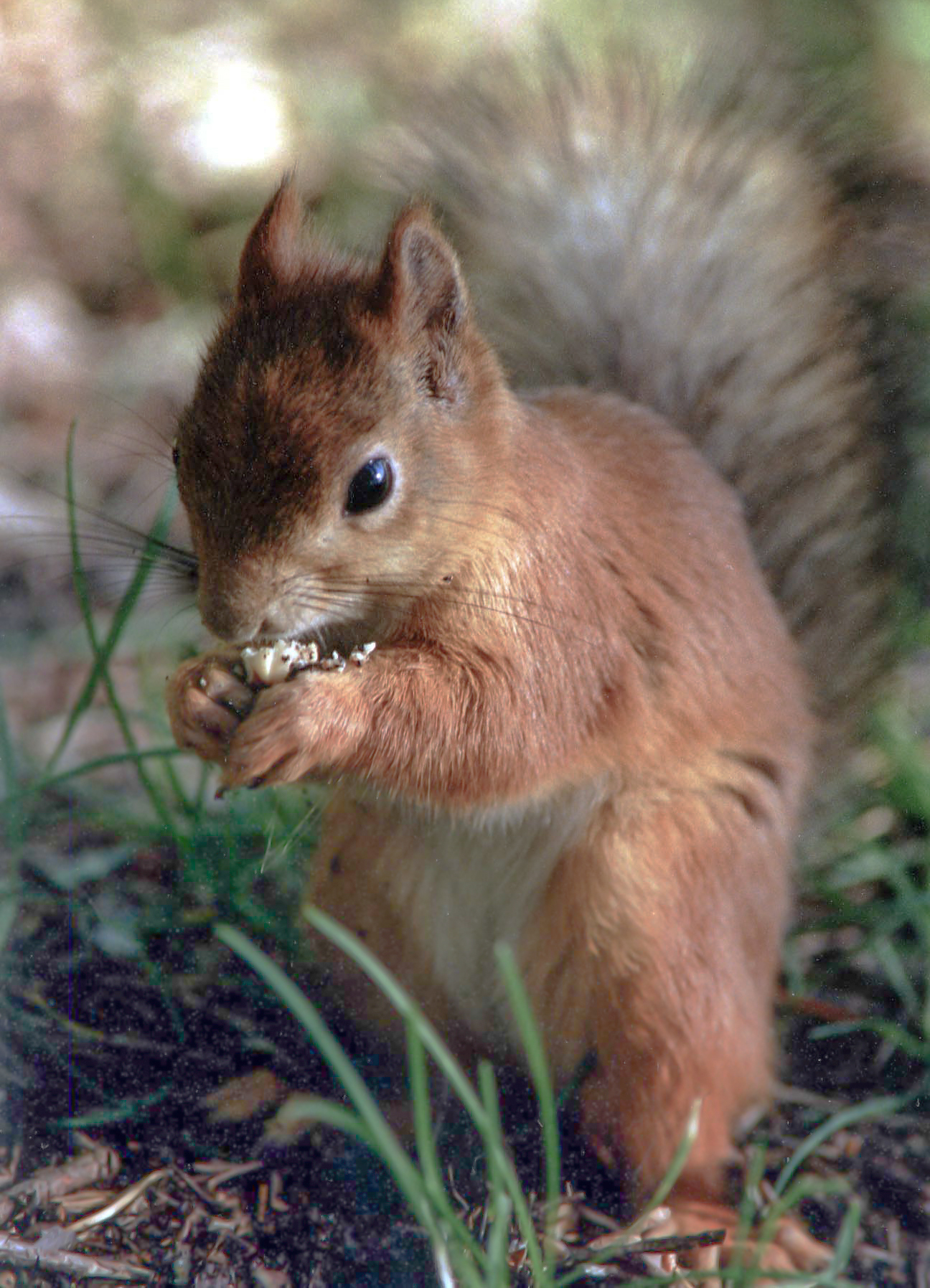
De rode eekhoorn heeft een vacht waarvan de kleur gedurende het jaar verandert

De zoogdieren zijn de enige dieren die een met haren bedekt lichaam hebben. De meeste soorten hebben een vacht, bestaande uit een isolerende ondervacht en een beschermende bovenvacht, bestaande uit dekharen. Bij enkele zoogdieren, waaronder de mens, is de huid spaarzamer behaard. Walvissen zijn vrijwel onbehaard en ook de naakte molrat is, op enkele tastharen na, kaal.
De belangrijkste functies van de haren zijn het vasthouden en verliezen van lichaamswarmte. Ze kunnen ook een andere functie hebben, als camouflage of voor het imponeren van tegenstanders (bijvoorbeeld de manen van een leeuw). Sommige haren hebben een afwijkende functie, zoals verdediging (de stekels van bijvoorbeeld egels en stekelvarkens) of voor de tastzin (bijvoorbeeld snorharen). Haren zijn opgebouwd uit het eiwit keratine. Ook de hoorn van een neushoorn bestaat uit keratine.
De huid bestaat uit twee lagen, een lederhuid (dermis), waarin bloedvaatjes, klieren en zenuwuiteinden liggen, en een opperhuid (epidermis), bestaande uit dode cellen. Zoogdieren hebben enkele voor de groep unieke klieren: naast de melkklieren hebben ze zweetklieren, die een rol spelen bij het regelen van de lichaamstemperatuur, en geurklieren, waarmee veel soorten zoogdieren stoffen afscheiden om te communiceren, bijvoorbeeld via territoriumafbakening.

### Schedel en gebit

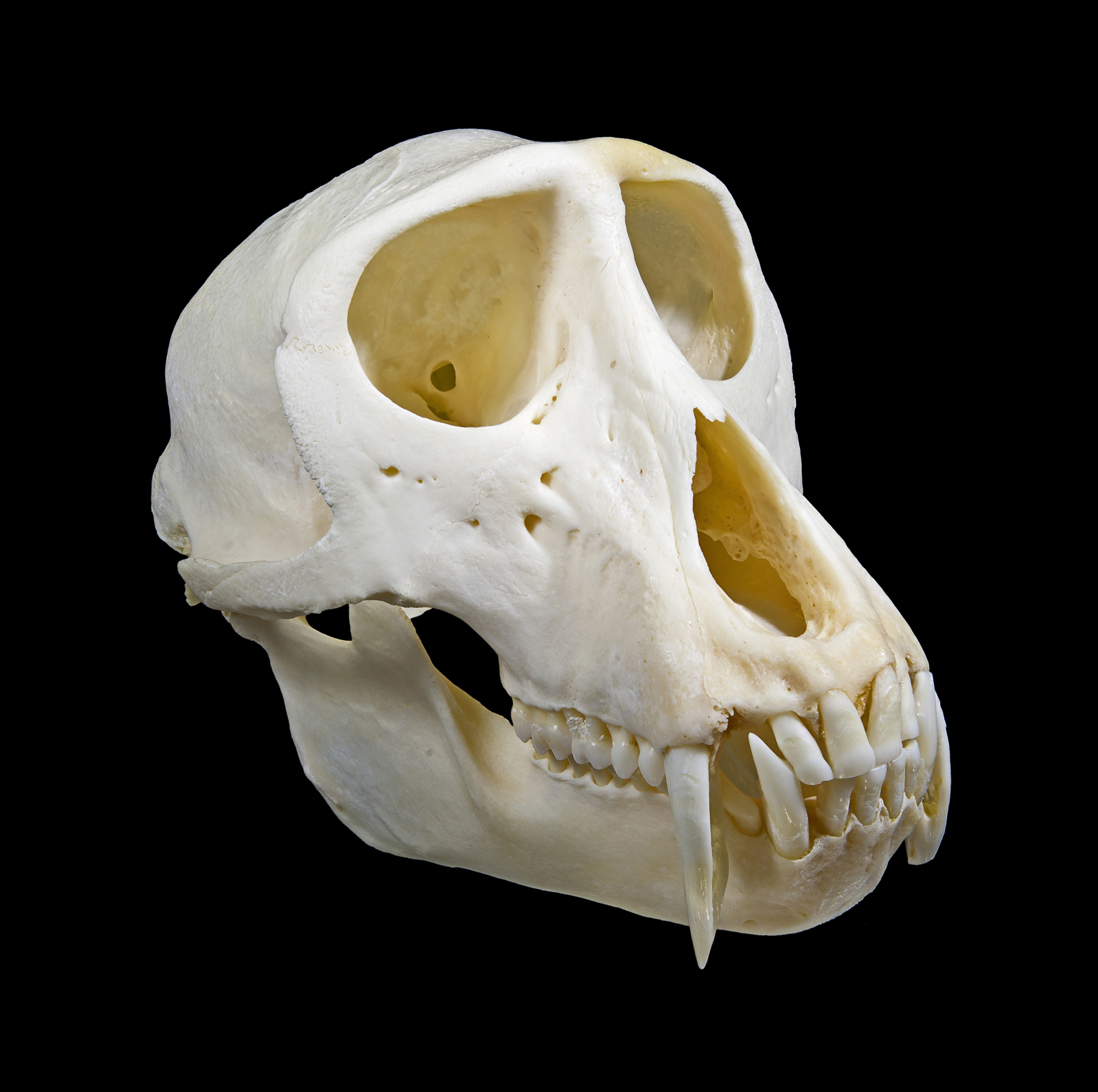
Schedel van de geelgroene meerkat (Chlorocebus sabaeus), mannetje

Het middenoor bevat drie gehoorbeentjes: de hamer, het aambeeld en de stijgbeugel. De jukboog is zo gevormd dat er ruimte is voor de kaakspieren. De bovenkaak zit vast verankerd aan de schedelbasis. De onderkaak is met de schedel verbonden door een kaakgewricht. Iedere helft van de onderkaak bestaat uit één bot. De overige gewervelde dieren hebben één botje in het middenoor, minstens drie botten aan iedere kant van de onderkaak en geen directe verbinding tussen onderkaak en schedel. Er zijn wel een aantal groepen reptielen waarbij de botten in oor en onderkaak zoogdierachtig zijn. De bekendste van deze groepen zijn de uitgestorven cynodonten, die beschouwd worden als de voorouders van de zoogdieren.
Zoogdieren hebben een heterodont gebit: tanden uit hetzelfde gebit zijn verschillend, en gespecialiseerd in verschillende functies. Dieren met een homodont gebit, zoals reptielen, hebben gelijkvormige tanden. In principe heeft elk zoogdier 44 gebitselementen. In elke kaakhelft zitten:
- 3 snijtanden (aangeduid als I1, I2 en I3, de incisores), om te bijten,
- 1 hoektand (aangeduid als C1, de caninus), om het voedsel te grijpen en te scheuren,
- 4 valse kiezen (aangeduid als P1, P2, P3 en P4, de praemolares) en
- 3 ware kiezen (aangeduid als M1, M2 en M3, de molares), om te kauwen en malen.

Bij de meeste zoogdieren zijn in de loop van de evolutie elementen uit het gebit verdwenen. Zo hebben knaagdieren tussen de 8 en 22 tanden, katten 30 tanden en honden 42 tanden. Enkele zoogdieren, zoals de Pyrenese desman en het wild zwijn hebben nog wel alle 44 tanden en kiezen. Enkele hebben er zelfs meer, bijvoorbeeld sommige soorten tandwalvissen.
Het gebit van een zoogdier is aangepast aan het dieet van de soort. Bij carnivoren (vleeseters) zijn de hoektanden zeer scherp. De kiezen van deze dieren zijn knipkiezen: ze worden gebruikt om het vlees te knippen. Herbivoren (planteneters) hebben kiezen met plooien. Hiermee kunnen ze grassen en andere planten vermalen. Knaagdieren bezitten over het algemeen geen hoektanden. Omnivoren (alleseters, waaronder de mens) hebben knobbelige kiezen om zowel plantaardig als dierlijk voedsel goed te kunnen vermalen.
Voor de identificatie van soorten, geslachten en andere taxa worden vaak eigenschappen van de schedel en het gebit gebruikt, zoals de grootte van bepaalde schedelmaten, de vorm van (delen van) de schedel, de aanwezigheid van foramina (gaatjes in botten waar zenuwen doorheen lopen) en fossae (groeven) op bepaalde plaatsen en de aanwezigheid van allerlei knobbels op de kiezen.

### Bijzondere aanpassingen
Een aantal bijzondere aanpassingen heeft zich meerdere keren ontwikkeld in de evolutie van de zoogdieren (convergente evolutie).

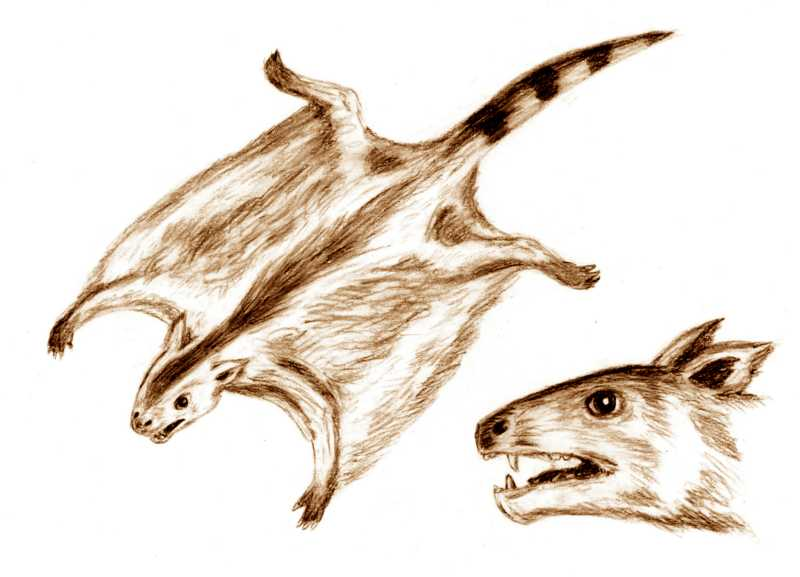
Volaticotherium antiquus, een fossiel zoogdier dat in staat was tot glijvluchten.

Een voorbeeld hiervan is de ontwikkeling van een vlieghuid, waardoor het dier in staat is tot glijvluchten. Tegenwoordig zijn er zes zoogdiergroepen die een dergelijke vlieghuid hebben: de reuzenkoeskoes (Petauroides volans), de vliegende buidelmuis (Acrobates pygmaeus), alle zes soorten van de suikereekhoorns (Petaurus), zes van de zeven soorten stekelstaarteekhoorns (Anomaluridae), ongeveer dertig soorten vliegende eekhoorns (Pteromyini) en twee soorten vliegende katten (Cynocephalidae). Daarnaast zijn er twee fossiele soorten bekend die ook onafhankelijk het vermogen tot zweven hebben verworven: Volaticotherium antiquus uit het Jura van China, die behoort tot een volledig uitgestorven groep, en Glirulus lissiensis uit het Laat-Mioceen van Frankrijk, een fossiele slaapmuis. Een derde fossiele "zwever", Eomys quercyi, een lid van de fossiele knaagdierfamilie Eomyidae, is mogelijk verwant aan de stekelstaarteekhoorns. Alleen de vleermuizen zijn echter werkelijk in staat tot vliegen.
Er bestaan vijf groepen van zoogdieren die in zee leven: walvissen (Cetacea), zeekoeien (Sirenia), zeeroofdieren (Pinnipedia), de ijsbeer (Ursus maritimus) en twee ottersoorten: de zeeotter (Enhydra lutris) en de kustotter (Lontra felina) (sommige soorten walvissen en zeekoeien komen ook of uitsluitend in rivieren en andere zoetwatersystemen voor). Van deze vijf zijn de walvissen en de zeekoeien het best aangepast aan een leven in het water. Veel andere groepen, zoals otters, bevers, nijlpaarden, het vogelbekdier en otterspitsmuizen, zijn in meerdere of mindere mate aangepast aan een leven in zoet water.

## Afstamming en ontwikkeling

### Vroege ontwikkeling

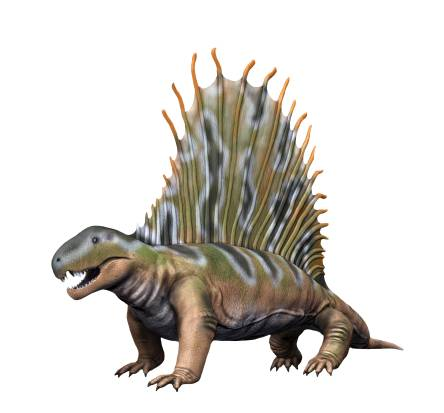
Dimetrodon, een vroege verwant van de zoogdieren

Zoogdieren zijn ontstaan uit soorten die meer op de huidige reptielen leken en daarom wel de zoogdierachtige reptielen worden genoemd. Samen met de zoogdieren zelf vormen deze de Synapsida, een groep gewervelden die zich tijdens het Laat-Carboon (zo'n 320 miljoen jaar geleden) van de andere Amniota afsplitste. Tijdens het Perm en het Trias ontwikkelden de Synapsida een grote diversiteit.
Als afsplitsing van een van de takken binnen deze groep, namelijk de Cynodontia (zelf weer een deel van de Therapsida), ontstonden in het Laat-Trias (bijna 210 miljoen jaar geleden) de eerste soorten die traditioneel tot de zoogdieren worden gerekend, zoals de Kuehneotheriidae, de Morganucodonta en de Haramiyida. Zulke vroege groepen, evenals de latere docodonten, worden tegenwoordig echter door veel auteurs niet meer tot de zoogdieren zelf gerekend, maar tot de ruimere zogenaamde Mammaliaformes.
In het Jura verschenen verschillende groepen zoogdieren, zoals de multituberculaten ("multi's"), symmetrodonten, triconodonten en de dryolestiden. In de Jura verschenen ook Ambondro en Asfaltomylos, die volgens sommige paleontologen samen met de latere Ausktribosphenida de voorouders van de cloacadieren vormen. Deze hypothese, waarbij Ambondro, Asfaltomylos, de Ausktribosphenida en de cloacadieren in de onderklasse Australosphenida worden geplaatst, is echter controversieel.
De voorouders van de Theria, de levendbarende zoogdieren, moeten gezocht worden onder de primitieve Zatheria, een groep die verwant was aan de dryolestiden. Eomaia en Sinodelphys, beide uit het Vroeg-Krijt van Liaoning in China zijn de oudst bekende vertegenwoordigers van respectievelijk de placentadieren en de buideldieren, de twee groepen die nu binnen de Theria bestaan. Tijdens het Mesozoïcum waren zoogdieren over het algemeen kleine, onopvallende, insectenetende dieren, hoewel enkele recente ontdekkingen als de relatief reusachtige, vleesetende Repenomamus, de zwemmende Castorocauda en de zwevende Volaticotherium aantonen dat er ook minder "spitsmuisachtige" zoogdieren bestonden.

### Zoogdiergroepen in het Cenozoïcum

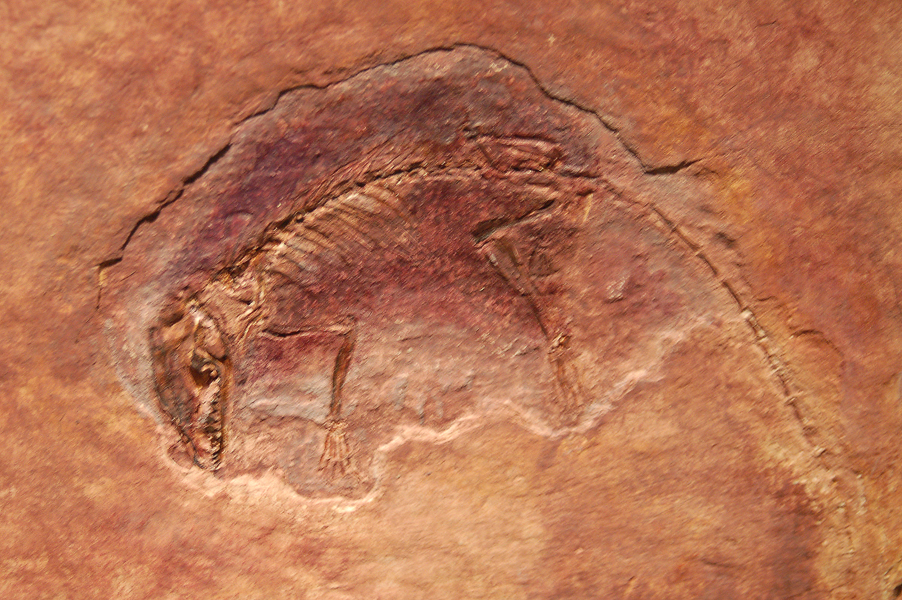
Eomaia scansoria, het oudst bekende placentadier.

Van de vele groepen zoogdieren die aanvankelijk ontstonden hebben de meeste het grote uitsterven op de Krijt-Paleogeengrens, de catastrofe op het eind van het Mesozoïcum, niet overleefd. De docodonten, de haramiyiden en de morganucodonten stierven al tijdens de Jura uit. Ook de kleine groep van de Kuehneotheria overleefde de Jura niet. De triconodonten, symmetrodonten en dryolestiden overleefden tot het einde van het Krijt. Bij het begin van het Cenozoïcum bestonden er nog slechts vier hoofdgroepen van zoogdieren: de cloacadieren, de multituberculaten, de buideldieren en de placentadieren.

#### Cloacadieren
De cloacadieren zijn bekend van verschillende fossiele Australische geslachten sinds het Krijt; uit het Paleoceen is ook een Zuid-Amerikaans geslacht bekend. Van deze groep bestaan nog steeds enkele soorten in Australië en Nieuw-Guinea. De scheiding tussen de twee nog bestaande groepen, vogelbekdieren en mierenegels, is waarschijnlijk zeer oud, aangezien er van beide groepen vertegenwoordigers bekend zijn uit het Vroeg-Krijt. Het is onwaarschijnlijk dat hun diversiteit ooit veel groter was dan de huidige (vijf soorten in drie geslachten).

#### Multituberculaten
De Multituberculata waren een grote groep van omnivore en plantenetende kleine zoogdieren. Ze verschenen voor het eerst in de Midden-Jura van Engeland en ontwikkelden zich tot een grote, diverse groep. Op wat fragmentarisch Zuid-Amerikaans materiaal na zijn ze alleen bekend van Europa, Azië en Noord-Amerika. Na het ontstaan van de knaagdieren in het Paleoceen ging het bergafwaarts met de multituberculaten en tijdens het Eoceen stierven ze uit. Een mogelijk verwante groep uit Zuid-Amerika, de Gondwanatheria, stierf waarschijnlijk al tijdens het Paleoceen uit.

#### Buideldieren
De buideldieren ontstonden in Azië en kwamen aanvankelijk vrijwel over de gehele wereld voor. In Zuid-Amerika en Australië, waar veel belangrijke groepen placentadieren niet voorkwamen, waren ze het meest divers. In het Midden-Mioceen stierven de buideldieren uit in Europa, Azië en Noord-Amerika; in het Pleistoceen kwamen ze Noord-Amerika weer binnen. Nu bereiken ze hun grootste diversiteit in Australië en Nieuw-Guinea, maar ook in Amerika komen zo'n honderd soorten voor. Waarschijnlijk waren de buideldieren al voor het einde van het Mesozoïcum verdeeld in een aantal groepen; de huidige ordes zullen zich op het laatst aan het eind van het Oligoceen ontwikkeld hebben. Naast de drie nog levende ordes is er in Amerika nog een grote buideldierorde gevonden, de vleesetende Sparassodonta. Veel andere oude buideldiergroepen uit de Oude Wereld en Amerika zijn al lange tijd uitgestorven. De meeste groepen Australische buideldieren hebben zich tot op heden weten te handhaven, hoewel twee families (buidelwolven en varkenspootbuideldassen) recent zijn uitgestorven. Wel is er een aantal uitgestorven families en één kleine uitgestorven orde, de Yalkaparidontia.

#### Placentadieren

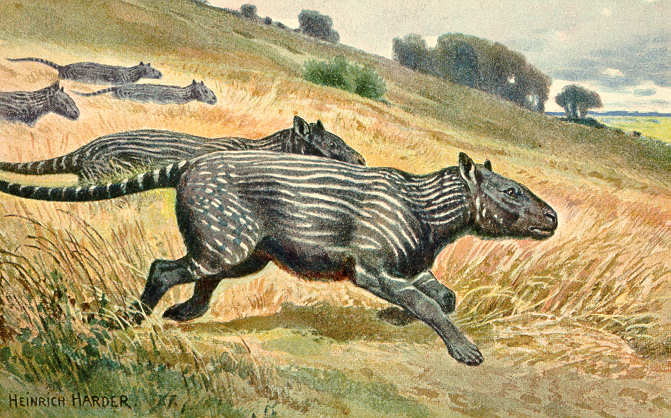
Phenacodus, een Eocene verwant van de hoefdieren.

De placentadieren ondergingen een enorme diversificatie na het einde van het Mesozoïcum, toen ze de niches van de uitgestorven grote dinosauriërs konden vullen. Na hun ontstaan in het Krijt verspreidden ze zich over alle continenten. Alleen in Australië, waar de buideldieren zich verder ontwikkelden, stierven ze weer uit; de indeling van het enige placentadier dat in die tijd in Australië gevonden is, Tingamarra, is echter omstreden; mogelijk waren er indertijd helemaal geen placentadieren in Australië. Doordat de vleermuizen het luchtruim en de walvissen, zeeroofdieren en zeekoeien het water veroverden bereikten de placentadieren de meest afgelegen gebieden. In het Plioceen bereikten ook de niet-vliegende zoogdieren, namelijk de knaagdieren, Australië. Tegenwoordig komen de placentadieren met meer dan 5000 soorten over de gehele wereld voor. De meeste zoogdierordes zijn al sinds het Paleoceen of het Eoceen bekend; waarschijnlijk hebben veel van de belangrijkste groepen zich al tijdens het Krijt ontwikkeld. Enkele grote zoogdierordes zijn weer uitgestorven. Van deze laatste groep zijn de Meridiungulata, een groep van vier uitgestorven Zuid-Amerikaanse ordes van hoefdieren, het belangrijkste. Andere grote uitgestorven groepen zijn de Leptictida, de Creodonta en de Condylarthra (een niet-natuurlijke groep, de voorouders van de hoefdieren). Ook de Desmostylia, Dinocerata en Bibymalagasia zijn uitgestorven. Groepen als de onevenhoevigen en tandarmen zijn nu veel minder divers dan ze ooit waren.

### Ontwikkeling in het Cenozoïcum
Na het uitsterven van de dinosauriërs konden de zoogdieren, die tijdens het Mesozoïcum een ondergeschikte plaats hadden ingenomen, zich enorm ontwikkelen doordat vele ecologische niches vrij kwamen. Het was dan ook in die tijd dat veel van de belangrijke zoogdiergroepen zich ontwikkelden. Er ontstonden al snel reuzenvormen als Uintatherium en later Paraceratherium en groepen als vleermuizen en walvissen ontwikkelden zich tot totaal andere dieren dan hun voorouders. De zoogdieren verspreidden zich over de gehele wereld en er ontstonden talloze soorten.
Tegen het einde van het Pleistoceen had zich op de hele wereld een "megafauna" ontwikkeld, die 50.000 tot 10.000 jaar geleden echter vrijwel volledig uitstierf. Deze fauna omvatte onder andere reusachtige buideldieren als Thylacoleo, Diprotodon en Procoptodon in Australië, slurfdieren, paardachtigen, eeltpotigen, grote tandarmen en de laatste Meridiungulata in Amerika, mammoeten, wolharige neushoorns, reusachtige herten als Megaloceros en de holenbeer (Ursus spelaeus) in Europa en Azië, en enkele soorten nijlpaarden en verschillende grote lemuren op Madagaskar. Het is nog omstreden of dit uitsterven veroorzaakt werd door de jacht, door klimaatveranderingen of door nog andere oorzaken.

## Gedrag

### Voedsel
Op grond van hun voedingswijze vallen de zoogdieren uiteen in drie groepen. Allereerst zijn er de carnivoren, die dierlijk materiaal eten. Dit kunnen andere zoogdieren zijn, maar verscheidene groepen hebben zich gespecialiseerd in bijvoorbeeld vissen (ze zijn piscivoor) en andere waterdieren of in insecten en andere ongewervelden (de zogenaamde insectivoren). Een aparte groep binnen de carnivoren vormen de vampiervleermuizen, de enige parasitaire soorten zoogdieren, die enkel van bloed leven. Een tweede groep vormen de herbivoren, die voornamelijk plantaardig materiaal eten. Hieronder bevinden zich grazers, maar ook bladeters, vruchteneters, zaadeters en dieren die voornamelijk van nectar leven. De derde en laatste groep, de omnivoren, omvat dieren als de beren en de mens, die zich zowel met plantaardig als dierlijk voedsel voeden. Overigens is de grens tussen deze groepen niet strikt: de wolf is bijvoorbeeld een carnivoor, maar eet ook weleens plantaardig voedsel als vruchten, en de rode eekhoorn vult zijn herbivore dieet aan met eieren en jonge vogels.

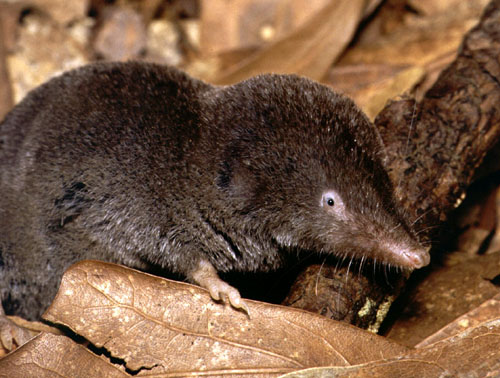
Een zuidelijke kortstaartspitsmuis (Blarina carolinensis). Om hun lichaamstemperatuur constant te houden, moeten spitsmuizen bijna de gehele dag op zoek naar voedsel.

De grootte van een diersoort bepaalt gedeeltelijk zijn dieet. De kleinste zoogdieren, zoals spitsmuizen, buidelmuizen en kleine vleermuizen, hebben relatief veel huidoppervlak en houden daardoor minder warmte vast dan grotere zoogdieren. Om hun lichaamstemperatuur te handhaven hebben ze veel energie nodig en hebben ze een hoog metabolisme. Omdat de vertering van plantaardig materiaal trager gaat dan die van dierlijk materiaal leven de kleinste zoogdieren voornamelijk van insecten en andere kleine dieren. Kleine herbivore zoogdieren leven voornamelijk van vruchten, noten, zaden, knoppen, scheuten en wortels, waarin het reservevoedsel van planten ligt opgeslagen. Grotere zoogdieren hebben een relatief kleiner huidoppervlak en kunnen meer warmte vasthouden. Hierdoor kunnen zij zich een lager metabolisme veroorloven en is een meer herbivoor dieet toereikend.
De taaiere delen van planten, als bladeren, twijgen, grassen en stengels, worden eerder door grotere dan door kleinere zoogdieren gegeten, omdat hun vertering relatief veel energie kost in verhouding tot de energie die ze bevatten. Grotere carnivore zoogdieren kunnen zich langere pauzes veroorloven tussen de maaltijden, terwijl kleine insectivoren als spitsmuizen bijna constant bezig zijn met voedsel zoeken. Grotere insectenetende zoogdieren als miereneters en aardvarkens zouden op die manier nooit voldoende insecten kunnen vinden om van te leven. Zij leven voornamelijk van mieren en termieten, sociale insecten die in grote kolonies bij elkaar leven.

### Communicatie
Zoogdieren kennen een grote reeks van communicatiemiddelen, zoals geluid, kleur, geur en gedrag. Geur is een veelgebruikt communicatiemiddel. De geurstoffen uit huidklieren dienen om het territorium af te bakenen en geven informatie over bijvoorbeeld sekse, leeftijd, status, paarbereidheid en dieet. Ook kunnen individuen van elkaar worden onderscheiden op basis van de geur en kan worden geroken tot welke groep een individu behoort. Verscheidene soorten kleinere roofdieren, waaronder de stinkdieren, gebruiken tevens geurstoffen als afweermiddel. De geurklieren kunnen over het gehele lichaam worden aangetroffen, maar zijn het meestal te vinden in de anogenitale regio. Bij geen andere groep gewervelde dieren speelt geur zo'n belangrijke rol in de communicatie als bij de zoogdieren. Ook communiceren zoogdieren onder andere door geluid, lichaamshoudingen en gelaatsuitdrukkingen (dit geldt voornamelijk voor primaten).

### Sociale structuren

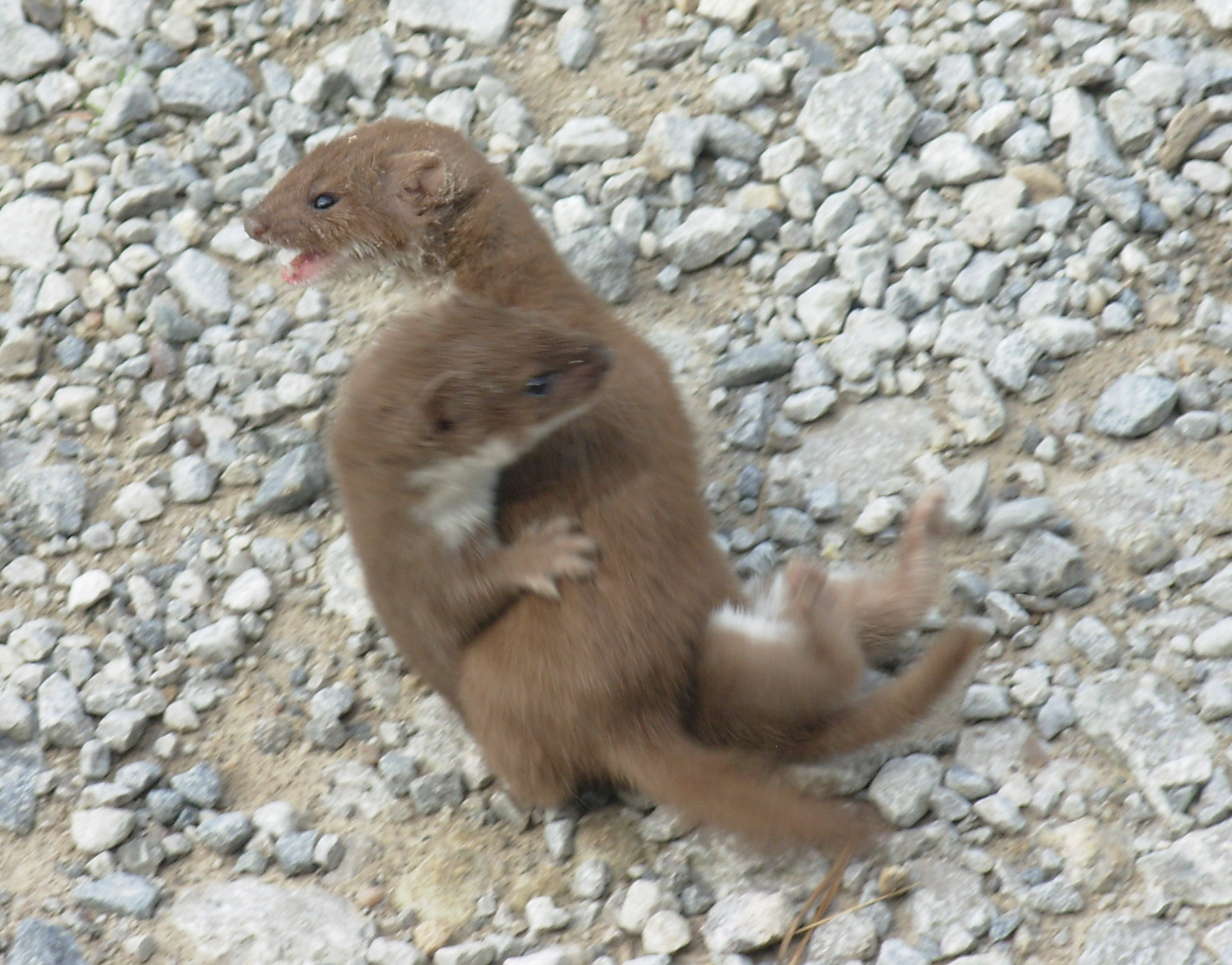
Twee vechtende wezels (Mustela nivalis). Wezels zijn zeer territoriaal, en dulden geen soortgenoten van hetzelfde geslacht in hun territorium. Het territorium van een mannetje overlapt wel territoria van vrouwtjes.

Zoogdieren kennen verscheidene sociale structuren. Solitair levende soorten, zoals verscheidene katachtigen, beren en mollen, mijden andere soortgenoten en hebben meestal een eigen territorium dat ze verdedigen tegen soortgenoten. Exemplaren van verschillende geslachten zoeken elkaar enkel in de paartijd op, maar volwassen dieren van hetzelfde geslacht worden niet geduld. Vrouwelijke tijgers dulden bijvoorbeeld geen andere tijgerinnen op hun territorium. Mannetjestijgers worden enkel geduld als het vrouwtje geen jongen heeft. Het territorium van een mannetjestijger overlapt meestal met de territoria van verscheidene vrouwtjes, maar niet met het territorium van een ander mannetje.
Een groot aantal zoogdieren zijn min of meer sociaal. De eenvoudigste samenlevingsvorm is een zeer los groepsverband, waarbij ieder individu zich kan aansluiten of kan verlaten. Leden van verschillende groepen kunnen probleemloos worden uitgewisseld. Bij zoogdieren is deze samenlevingsvorm vrij zeldzaam. Hij wordt onder andere aangetroffen bij sneeuwhazen.
Een meer voorkomende samenlevingsvorm is de grote gesloten groep, waarin zowel mannetjes als vrouwtjes leven. Deze samenlevingsvorm komt onder andere voor bij bavianen en ratten. In deze groepen heerst onder de mannetjes − en vaak ook onder vrouwtjes − een sociale hiërarchie, die bepaalt wie dominant is en wie ondergeschikt. Het meest dominante dier is meestal de leider van de groep en deze heeft het recht om te paren. Deze hiërarchie is niet constant en wordt voortdurend bevochten.
Bepaalde soorten zoogdieren, zoals gibbons, bevers, wolven en jakhalzen, leven het gehele jaar door in paarverband. Vaak worden deze paren aangevuld met nakomelingen van het paar. Meestal gaat het hierbij om onvolwassen jongen of ondergeschikte dieren die zich niet voortplanten. Enkel het ouderpaar heeft binnen de groep het recht om zich voort te planten. Deze paren zijn over het algemeen monogaam, maar "vreemdgaan" komt geregeld voor.

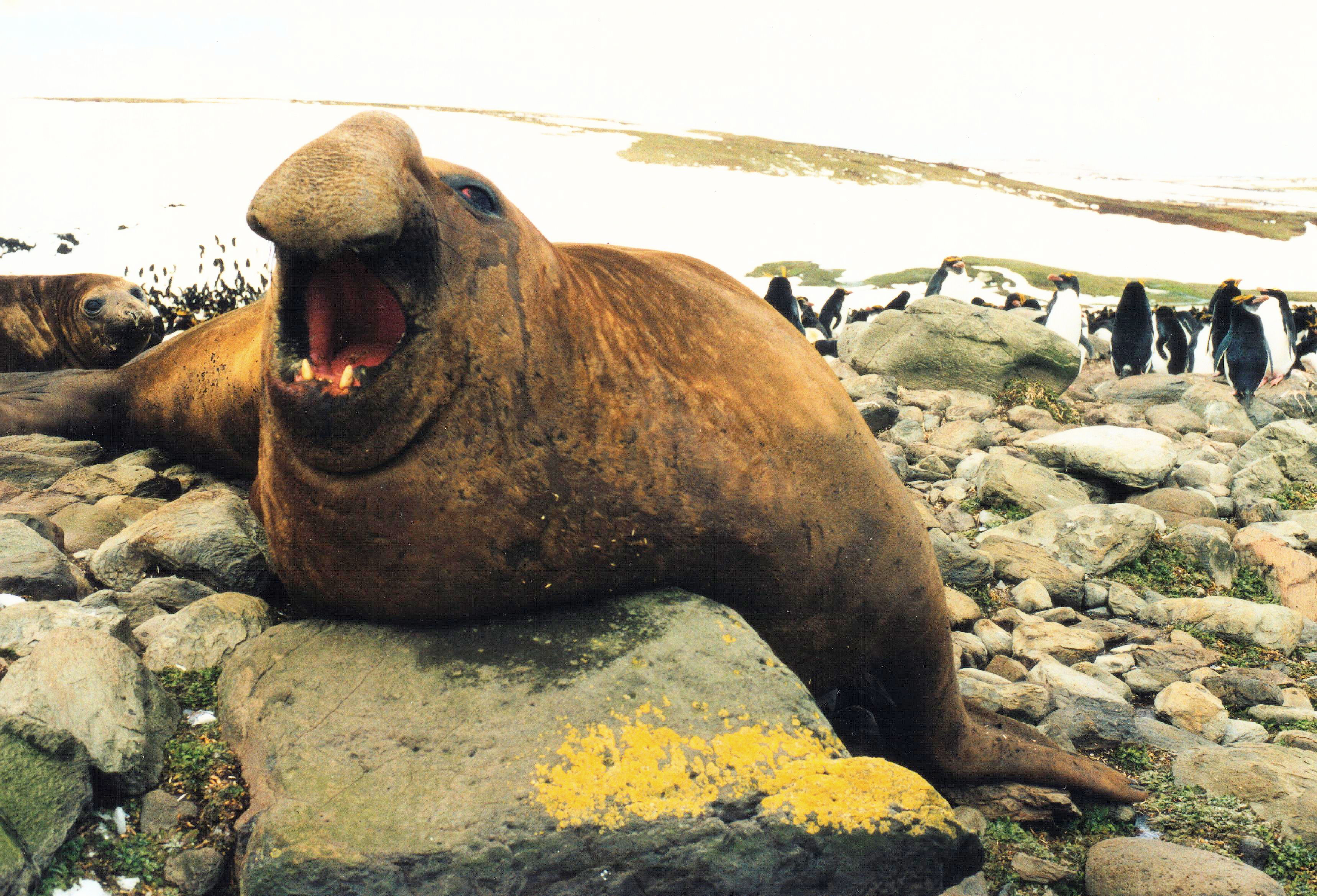
Mannelijke zuidelijke zeeolifant (Mirounga leonina). Het mannetje weegt 3,7 ton, vrouwtjes maximaal 800 kilogram.

Bij enkele zoogdieren, waaronder olifanten en verscheidene zeeroofdieren, leven de geslachten buiten de paartijd gescheiden van elkaar. Vrouwtjes leven buiten de paartijd meestal in (familie)groepen, mannetjes alleen of in vrijgezellengroepjes. Een andere veelvoorkomende structuur is het haremverband, waarbij een mannetje er meerdere vrouwtjes op na houdt. Dit gedrag komt onder andere bij verscheidene hoefdieren voor. Bij veel diersoorten komt een mengvorm van beide voornoemde samenlevingsvormen voor. Mannelijke zeeolifanten en edelherten leven buiten de paartijd alleen of in vrijgezellengroepjes, en vormen tijdens de paartijd harems die ze verdedigen tegen andere mannetjes.
Bij dieren die moeten strijden om het recht om te paren vinden in de paartijd (schijn)gevechten plaats tussen de mannetjes. Bij deze soorten zijn mannetjes veel groter dan de vrouwtjes. Ook hebben de mannetjes vaak imposante wapens als slagtanden, hoorns en geweien, maar ook manen om de andere mannetjes te imponeren. Bij dieren die in paarverband leven is het onderscheid tussen mannetjes en vrouwtjes minder duidelijk.
Een zeer bijzondere samenlevingsvorm is de eusociale samenleving, waarbij een kolonie bestaat uit de nakomelingen van één vrouwtje en enkele mannetjes. Alle andere groepsleden zijn onvruchtbaar. Bij insecten wordt deze samenlevingsvorm onder andere aangetroffen bij bijen, mieren en termieten. Bij zoogdieren is dit gedrag bekend bij slechts twee soorten, namelijk molratten, Fukomys damarensis en de naakte molrat (Heterocephalus glaber).
Het leven in groepsverband heeft veel voordelen. Vijanden worden eerder opgemerkt, jongen kunnen samen worden grootgebracht en het territorium kan door meerdere dieren worden verdedigd. Sociale roofdieren jagen samen, wat de kans op een prooi vergroot. Daarentegen valt een groep dieren ook meer op en moet voedsel met meer dieren worden gedeeld.

### Woongebied en territorium
Elk zoogdier beweegt zich in een bepaald gedeelte van het biotoop. Het gebied waarin ze zich bewegen, het woongebied, is vaak begrensd. De grootte van dit woongebied wordt bepaald door voedselaanbod en terrein. Veel soorten bewonen het woongebied permanent en het gehele jaar door, maar sommige dieren trekken tussen woongebieden. Oost-Afrikaanse gnoes trekken bijvoorbeeld met de regens mee. Walvissen trekken in de paartijd naar warmere wateren, buiten de paartijd zijn ze te vinden in de voedselrijke koudere wateren. Verscheidene soorten zeehonden leven het gehele jaar door op volle zee, maar trekken in de paartijd naar vaste voortplantingsgebieden, waar de dieren kolonies vormen.
Woongebieden kunnen overlappen, maar vaak beschermt een zoogdier (een gedeelte van) zijn woongebied tegen rivalen. Dit kan het gehele jaar door gebeuren of slechts een bepaald gedeelte van het jaar, voornamelijk de paartijd. Het verdedigde stuk grond wordt het territorium genoemd. Het territorium wordt meestal gemarkeerd met geuren, maar ook optische signalen, als beschadigde bomen en planten en het achterlaten van ontlasting op opvallende plaatsen als een rots of een open plek. Sommige soorten, zoals gibbons, leeuwen en edelherten, geven de grenzen van hun territorium tevens aan door middel van harde geluiden.

### Verzorging van de jongen

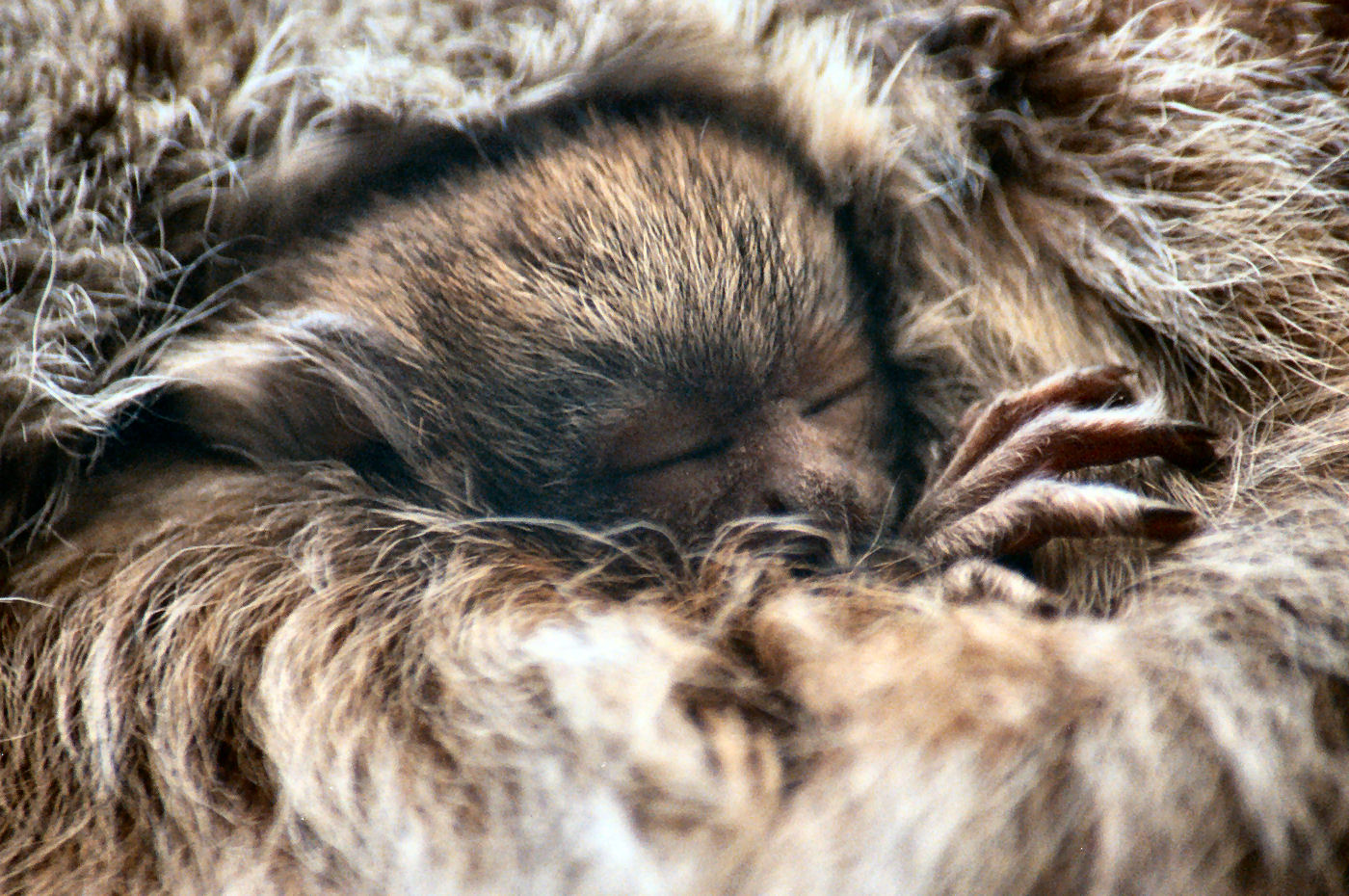
Jong springaapje (Callicebus donacophilus)

Bij veel soorten worden de jongen geboren in de periode dat de hoeveelheid voedsel op een hoogtepunt is. Zwangerschap en lactatie kosten het moederdier namelijk veel energie, en de jongen zorgen, zodra ze gespeend zijn, voor extra voedselconcurrentie.
De melk van het moederdier zorgt ervoor dat een klein en hulpeloos jong niet op zichzelf aangewezen is voor het zoeken van voedsel, maar kan worden begeleid tot hij groot genoeg is om voor zichzelf te zorgen. Hiermee worden de overlevingskansen van jonge zoogdieren vergroot. Alle energie die het jong binnenkrijgt kan hierdoor benut worden voor de groei. Alle zoogdieren kennen hierdoor ouderzorg. De mate van ouderzorg verschilt per soort. Bij sommige zoogdieren, waaronder de toepaja's, blijft de zorg beperkt tot het zogen, en worden de jongen het overgrote deel van de dag alleen gelaten. Bij de meeste andere zoogdieren is de ouderzorg intenser. De jongen krijgen voedsel, hun vacht wordt verzorgd, ze worden beschermd tegen vijanden en leren bijvoorbeeld jagen en sociale interacties. Meestal zorgt enkel de moeder voor de jongen, maar in een groot aantal gevallen ook de vader en andere groepsleden. Bij de springaapjes (Callicebus) is het de vader die de meeste zorg voor de jongen draagt. De rol van de moeder is bij deze apen beperkt tot het zogen.
Spel is een bijna typisch fenomeen voor jonge zoogdieren, hoewel het ook van enkele jonge vogelsoorten bekend is. Het is een bijzondere gedragsvorm, waarbij schijnbaar doelloze bewegingen worden gemaakt die nauw verwant zijn aan doelgericht gedrag. Zo bestaat het spel van leeuwenwelpen uit elkaar besluipen en bespringen, net zoals volwassen dieren jagen. De jonge leeuwtjes bijten echter zelden door en hebben niet het doden van de andere welp tot doel. Spelgedrag wordt voornamelijk waargenomen bij sociale soorten als primaten, olifanten, walvissen, hoefdieren en sociale roofdieren. Spel kan nadelig zijn: het kost veel energie, kan leiden tot letsel en spelende dieren zijn minder oplettend en vormen zo een makkelijke prooi. De voordelen van het spel zijn niet geheel duidelijk, maar kunnen bestaan uit verbetering door oefening van later gedrag, een betere lichamelijke conditie door lichaamsbeweging (jonge dieren hoeven minder te bewegen dan volwassen dieren, en via spel blijven de dieren fit) en het vastleggen van sociale rollen. De hiërarchie onder volwassen olifanten wordt bijvoorbeeld al vastgesteld in de kindertijd.

### Activiteit

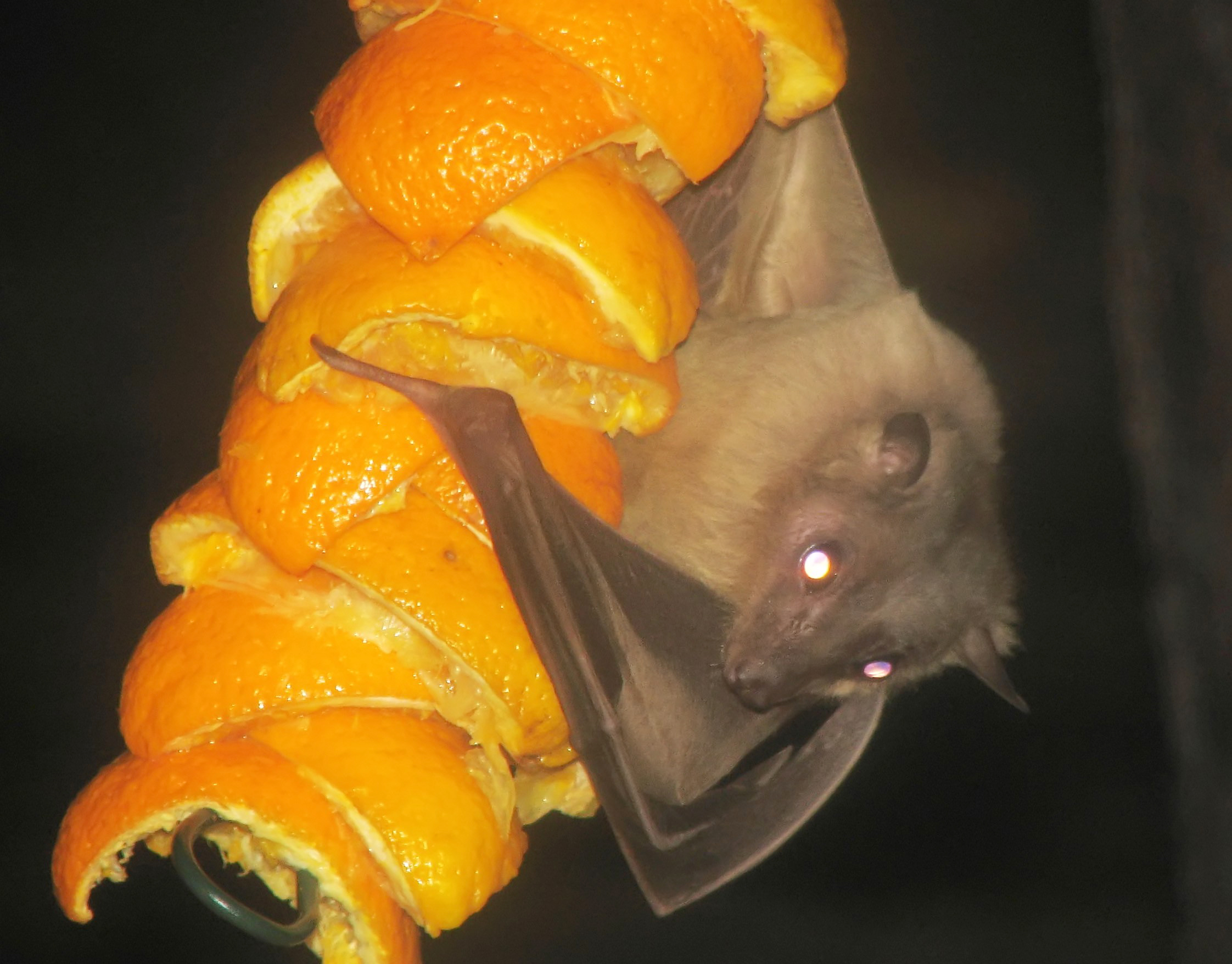
Een nijlroezet (Rousettus aegyptiacus), een soort vleermuis. Vleermuizen zijn waarschijnlijk 's nachts actief om concurrentie van de voornamelijk overdag actieve vogels te ontlopen.

Alle zoogdieren kennen periodes van rust. Het rusten gebeurt over het algemeen op een plaats waar een dier veilig is, zoals verborgen in een nest of hol of in een kudde, waarbij andere dieren op gevaar letten. De tijd wanneer een dier actief is wordt bepaald door de activiteit van roofdieren, de activiteit van prooidieren, concurrentie met andere soorten en van de temperatuur. Zoogdieren zijn voornamelijk in de schemering en 's nachts actief. Veel kleine knaagdieren zijn bijvoorbeeld 's nachts actief, omdat ze dan minder goed zichtbaar zijn voor roofdieren. Katachtigen zijn op hun beurt 's nachts actief, omdat juist dan de knaagdieren actief worden. Vleermuizen zijn waarschijnlijk voornamelijk 's nachts actief, om concurrentie met de overdag actieve vogels te ontlopen.
Dieren die voor een belangrijk deel afhankelijk zijn van hun gezichtsvermogen om voedsel en hun weg te kunnen vinden, zoals boombewonende zoogdieren als apen en eekhoorns, zijn overwegend dagdieren. In kuddes levende hoefdieren zijn de gehele dag door actief en kunnen op elk moment van de dag rusten. De andere groepsleden letten daarbij op eventuele vijanden. Ook andere zoogdieren kunnen de gehele dag door actief zijn. Zeehonden zijn niet afhankelijk van licht of donker voor het jagen, maar van de getijden. Bij eb rusten ze, bij vloed gaan ze op zoek naar vissen en andere dieren. Ondergronds levende dieren als mollen merken weinig van het verschil tussen dag en nacht en zijn de gehele dag door actief, met vaste perioden van rust en van activiteit. Spitsmuizen moeten de gehele dag door actief zijn om voldoende voedsel te vinden, zodat ze hun lichaamstemperatuur op peil kunnen houden. Zij wisselen de gehele dag door korte periodes van rust af met periodes van activiteit. Overdag blijven spitsmuizen meestal verscholen tussen de begroeiing.

## Ecologie

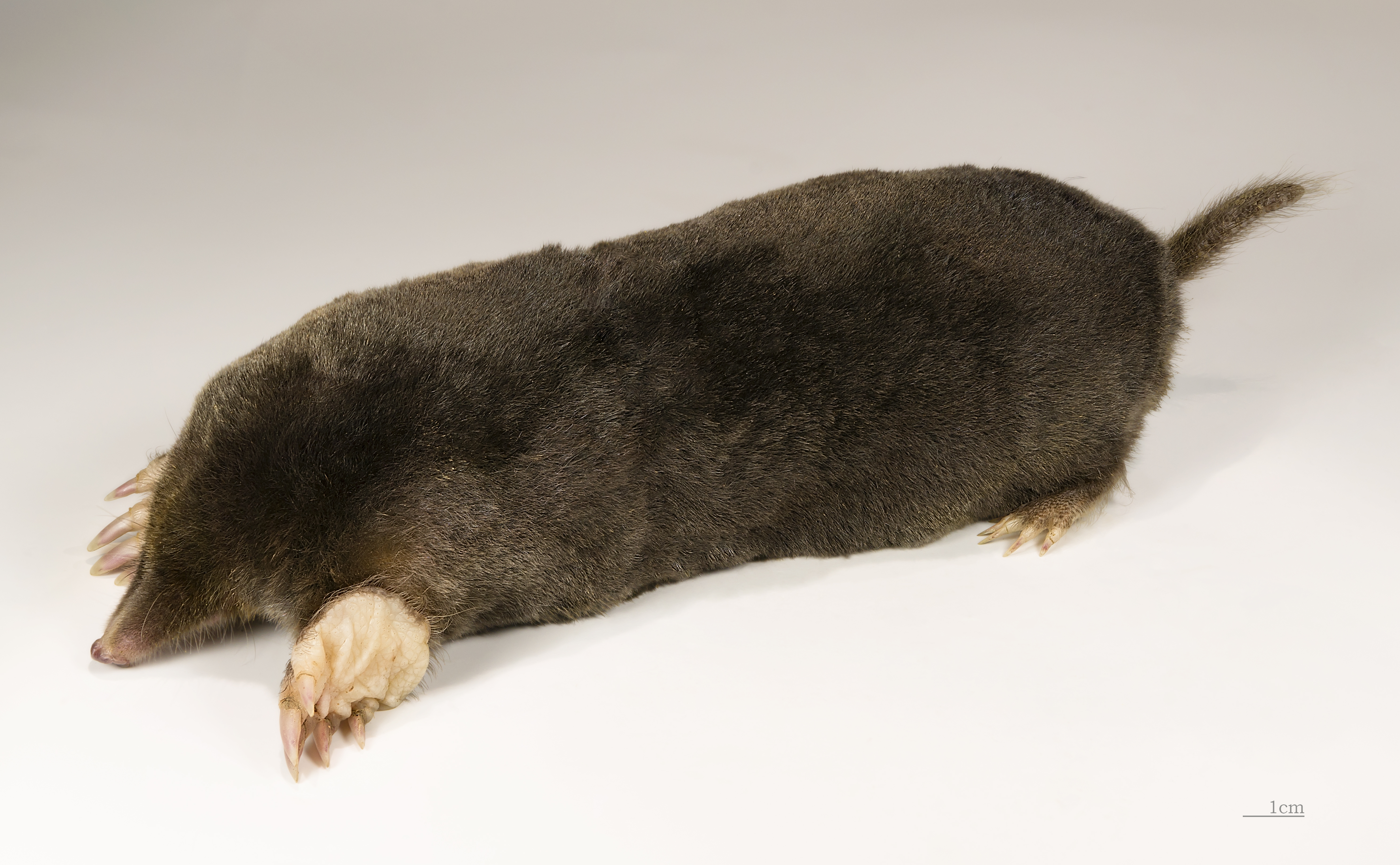
Zoogdieren leven zelfs ondergronds, zoals de Europese mol (Talpa europaea).

Zoogdieren hebben een groot aanpassingsvermogen en kunnen bijna overal overleven. Doordat ze voor hun lichaamstemperatuur niet afhankelijk zijn van de buitentemperatuur, zoals wel het geval is voor reptielen en amfibieën, kunnen zoogdieren ook in koudere gebieden als rond de polen en in het hooggebergte overleven. Hierdoor komt de orde op alle continenten voor, evenals alle oceanen en de meeste eilanden. Alleen in de diepzee en het binnenland van Antarctica komen zoogdieren niet permanent voor.
De orde bereikt haar grootste vormenrijkdom op het land. Eén orde, die van de vleermuizen (Chiroptera), brengt een belangrijk deel van hun leven in de lucht door. Andere zoogdierengroepen leven grotendeels (zeehonden, nijlpaarden, otters, bevers) of zelfs permanent (walvissen, zeekoeien) in het water. Op het land zijn de zoogdieren echter de dominante levensvorm. De meeste grote en middelgrote landdieren behoren tot deze orde; zoogdieren vormen de top van de meeste voedselketens. Ze hebben de meeste niches ingevuld, zowel op als onder de grond en in de bomen.
Eilanden zijn voor landzoogdieren lastiger te bereiken; op veel oceanische eilanden komen dan ook van nature geen zoogdieren voor, vaak met uitzondering van vleermuizen. Zelfs in Nieuw-Zeeland leven van nature geen zoogdieren, met uitzondering van twee vleermuissoorten (een derde soort is uitgestorven) en zeeroofdieren, die aan de kust leven. De mens wist, met behulp van vervoermiddelen als boten en later vliegtuigen, zich over de gehele wereld te verspreiden en heeft nu een kosmopolitisch verspreidingsgebied. In het kielzog van de mensen reisden ook verscheidene zoogdieren mee, waaronder verstekelingen als ratten en muizen en gedomesticeerde dieren als honden, katten, geiten en varkens.

## Taxonomische geschiedenis

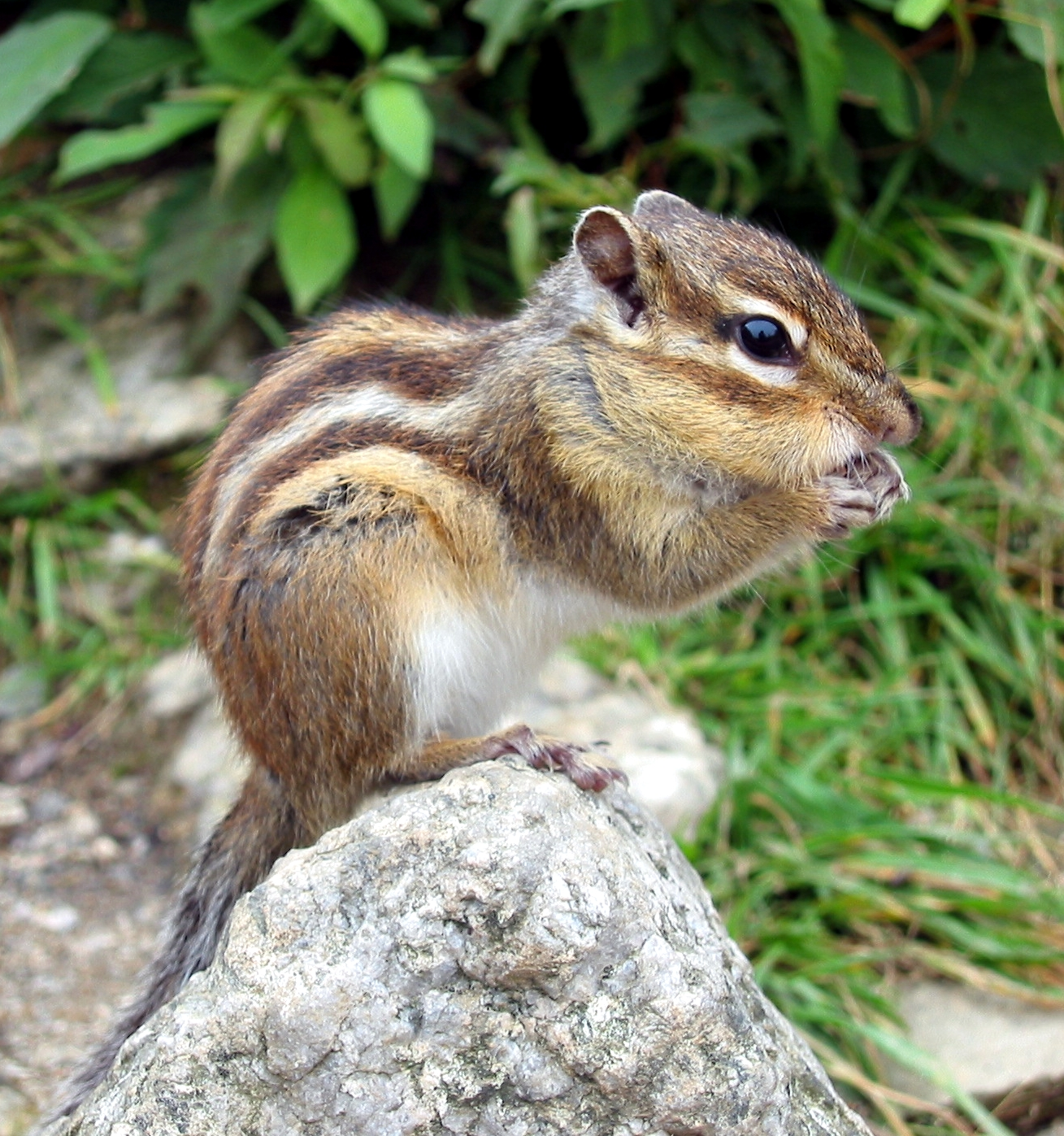
Siberische grondeekhoorn (Tamias sibiricus) behoort tot de knaagdieren, de grootste groep binnen de tegenwoordige indeling van de zoogdieren.

In de eerste moderne indeling van de zoogdieren, van Linnaeus uit 1758, worden de zoogdieren ingedeeld in acht orden en 39 geslachten. De acht orden waren Primates (primaten en vleermuizen), Bruta (olifanten, zeekoeien, luiaards, miereneters en schubdieren), Ferae (roofdieren), Bestiae (varkens, gordeldieren, insecteneters en opossums), Glires (neushoorns, knaagdieren en haasachtigen), Pecora (holhoornigen en kamelen), Belluae (paardachtigen en nijlpaarden) en Cete (walvissen). Nu worden er zo'n dertig levende en minstens twintig uitgestorven orden erkend. De verschillen worden veroorzaakt door de ontdekking van nieuwe orden (groepen als cloacadieren, toepaja's en springspitsmuizen waren nog onbekend in 1758), maar ook en vooral doordat de oude orden steeds meer gesplitst werden.
Tijdens de negentiende en de eerste helft van de twintigste eeuw ontstond uit de vaak onlogische classificatie van Linnaeus geleidelijk een meer natuurlijke indeling van de zoogdieren. In 1816 werd voor het eerst een classificatie van de zoogdieren op basis van voortplantingsbiologie voorgesteld: De Blainville verdeelde de zoogdieren in "monodelphes" (placentadieren) en "didelphes" (cloaca- en buideldieren). Later, in 1834, maakte hij de cloacadieren een aparte groep, de "ornithodelphes". Deze drie groepen werden nooit betwist, hoewel de buidel- en placentadieren later vaak samen in een onderklasse Theria of (in Gill, 1872) Eutheria werden geplaatst. In vroege classificaties was er een grote variatie in de gebruikte indeling naar orde. Veel van Linnaeus' namen voor ordes, zoals Bestiae, Bruta en Belluae, zijn al snel een stille dood gestorven. In plaats daarvan werden nieuwe ordes als Edentata Cuvier, 1798, Sirenia Illiger, 1811 en Proboscidea Illiger, 1811 gebruikt.
In de invloedrijke classificatie van George Gaylord Simpsons Principles of Classification and the Classification of Mammals (1945) werden achttien levende ordes erkend: Monotremata, Marsupialia, Insectivora, Dermoptera, Chiroptera, Primates, Edentata, Pholidota, Lagomorpha, Rodentia, Cetacea, Carnivora, Tubulidentata, Proboscidea, Hyracoidea, Sirenia, Perissodactyla en Artiodactyla. Deze classificatie is de directe voorloper van de huidige, hoewel er nog het nodige veranderd is. Nieuw morfologisch onderzoek ondersteunde bijvoorbeeld de plaatsing van de springspitsmuizen en toepaja's in respectievelijk de Insectivora en de Primates niet; deze twee groepen worden nu universeel als aparte ordes gezien (respectievelijk Macroscelidea en Scandentia).
Vanaf 1987 werd de oude orde Marsupialia steeds vaker gesplitst in meerdere (uiteindelijk zeven) ordes, omdat de variatie binnen de buideldieren groter was dan die in de ordes van de placentadieren. Genetisch onderzoek vanaf het eind van de jaren negentig bewees dat de oude orde Insectivora, zelfs zonder de springspitsmuizen, geen natuurlijke groep was, zodat de Afrosoricida (tenreks en goudmollen) en vaak ook de egels als aparte ordes erkend werden. Er werd ook gesuggereerd dat de evenhoevigen en walvissen beter in één orde, Cetartiodactyla, konden worden geplaatst. In de jaren negentig werd ook de oude orde Edentata of Xenarthra (tandarmen) gesplitst in de twee orden Pilosa en Cingulata.

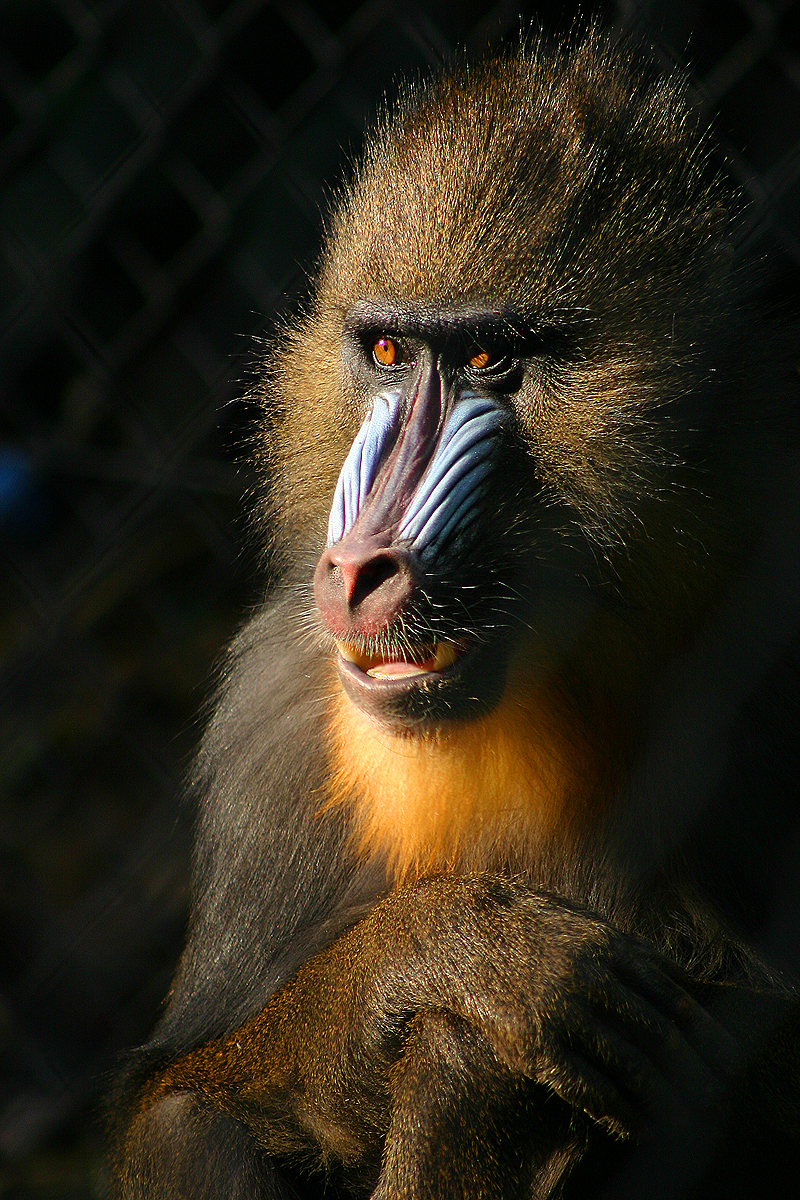
Mandril (Mandrillus sphinx)

De manier waarop zoogdieren in soorten werden ingedeeld veranderde door de tijden heen ook. Tot de laatste jaren van de negentiende eeuw moesten soorten worden gedefinieerd op basis van weinig en slecht materiaal; heel vaak werd een soort meerdere keren beschreven onder verschillende namen. Aan het eind van de negentiende eeuw zorgden betere verbindingen ervoor dat er steeds meer materiaal beschikbaar kwam, ook uit meer afgelegen gebieden. Dat leidde ertoe dat er zeer grote aantallen nieuwe soorten werden beschreven, vaak op basis van kleine verschillen. Veel onderzoekers geloofden dat een populatie van een soort op een eiland noodzakelijk een aparte soort was; anderen dachten dat God de wereld zo had geschapen dat er elke honderd kilometer verderop een aparte soort voorkwam. Het is te begrijpen dat het aantal soorten daardoor sterk toenam. Zo kon het zijn dat sommige biologen indertijd meer dan dertig soorten binnen de bruine beer erkenden.
Vanaf de jaren twintig nam het aantal nieuwe soorten weer af en vanaf de jaren dertig werden veel van de oude soorten samengevoegd onder invloed van nieuwe definities van het begrip "soort". Vaak ontstonden daardoor zeer wijdverspreide, enorm variabele soorten. Een goed voorbeeld is het knaagdier Oryzomys capito. Deze zou voorkomen in het zuiden van Midden-Amerika en in de Zuid-Amerikaanse regenwouden. Binnen deze "soort" worden nu drie geslachten en vijftien soorten erkend. Deze beweging werkte door tot de jaren tachtig, maar daarvoor al ontstond, mede onder invloed van nieuwe celbiologische methoden, een tegenbeweging. In 1968 werden voor het eerst twee zoogdiersoorten gescheiden op basis van verschillende karyotypes. Vanaf de late jaren negentig werden ook door genetische studies veel nieuwe soorten gevonden. Door deze nieuwe methoden en een betere studie van morfologische variatie neemt het aantal soorten vooral sinds de jaren negentig weer toe. Het aantal soorten in opeenvolgende edities van het standaardwerk Mammal Species of the World steeg van 4170 in de eerste (1982) tot 4629 in de tweede (1993) en 5416 in de derde editie (2005). Inmiddels heeft het aantal erkende soorten de 5600 overschreden.

### Definitie
In de moderne fylogenie worden groepen exact gedefinieerd op basis van afstamming. In 1988 definieerde Timothy Rowe de Mammalia voor het eerst als een klade, monofyletische afstammingsgroep: de groep bestaan de uit de laatste gemeenschappelijke voorouder van de moderne Monotremata en de Theria; en al diens afstammelingen. Deze klade is een zogenaamde kroongroep waarbij de, op zich willekeurige, grens wordt getrokken op het punt waar de directe nakomelingen van de voorouder nog levende afstammelingen hebben.

## Indeling
Over de indeling van de zoogdieren in ordes bestaat nog geen consensus. Dat is het gevolg van meningsverschillen over de vraag of twee nauw verwante groepen al dan niet in dezelfde groep moeten worden geplaatst, maar ook van verschillen in inzichten voor wat betreft de nauwste verwantschappen tussen groepen. Sinds de jaren negentig van de twintigste eeuw hebben genetische methoden een grote invloed op de indeling van de zoogdieren. Hieronder worden enkele veelgebruikte indelingen uiteengezet. De indeling in het standaardwerk Classification of Mammals (1997) van de Amerikaanse paleontologen Malcolm McKenna en Susan Bell is de enige gezaghebbende indeling die ook fossiele ordes opneemt. Op basis van genetische gegevens worden de placentadieren tegenwoordig vaak op een andere manier ingedeeld in vier superordes; ook de indeling van enkele ordes is hierdoor veranderd.
| De indeling van McKenna en Bell (1997): |
| --- |
| - Klasse: Mammalia (Zoogdieren) - Onderklasse: Prototheria - - - - - - - - - - - - Orde: Platypoda (Vogelbekdieren) - Orde: Tachyglossa (Mierenegels) - Onderklasse: Theriiformes - Infraklasse: Allotheria † - - - - - - - - - - - Orde: Multituberculata † - Infraklasse: Holotheria - Superlegioen: Kuehneotheria † - Superlegioen: Trechnotheria - Legioen: Cladotheria - Sublegioen: Dryolestoidea † - - - - - - - - Orde: Amphitheriida † - Orde: Dryolestida † - Sublegioen: Zatheria - Infralegioen: Peramura † - Infralegioen: Tribosphenida - Supercohort: Aegialodonta † - Supercohort: Theria - - - - - - Orde: Asiadelphia † - Orde: Deltatheroida † - Cohort: Marsupialia (Buideldieren) - Magnorde: Ameridelphia - - - - Orde: Didelphimorphia (Opossums) - Orde: Paucituberculata (Opossummuizen) - Orde: Sparassodonta † - Magnorde: Australidelphia - Superorde: Eometatheria - - - Orde: Notoryctemorphia (Buidelmollen) - Orde: Yalkaparidontia † - Grandorde: Dasyuromorphia (Roofbuideldieren) - Grandorde: Syndactyli - - Orde: Diprotodontia (Klimbuideldieren) - Orde: Peramelemorphia (Buideldassen) - Superorde: Microbiotheria - Cohort: Placentalia (Placentadieren) - - - - - Orde: Bibymalagasia † - Magnorde: Epitheria - Superorde: Leptictida † - Superorde: Preptotheria - Grandorde: Anagalida - Mirorde: Duplicidentata - Orde: Lagomorpha (Haasachtigen) - Orde: Mimotonida † - Mirorde: Macroscelidea (Springspitsmuizen) - Mirorde: Simplicidentata - Orde: Mixodontia † - Orde: Rodentia (Knaagdieren) - Grandorde: Archonta - - Orde: Chiroptera (Vleermuizen) - Orde: Primates (Primaten) (incl. Huidvliegers (Dermoptera)) - Orde: Scandentia (Toepaja's) - Grandorde: Ferae - - Orde: Carnivora (Roofdieren) - Orde: Cimolesta (incl. Pholidota en Schubdieren) - Orde: Creodonta † - Grandorde: Lipotyphla - - Orde: Chrysochloridea (Goudmollen) - Orde: Erinaceomorpha (Egels en mollen) - Orde: Soricomorpha (Solenodons, spitsmuizen) - Grandorde: Ungulata (Hoefdieren) - - Orde: Dinocerata † - Orde: Tubulidentata (Buistandigen) - Mirorde: Altungulata - Orde: Perissodactyla (Onevenhoevigen) - Orde: Uranotheria (incl. Desmostylia, Embrithopoda, klipdassen, slurfdieren en zeekoeien) - Mirorde: Eparctocyona - Orde: Arctostylopida † - Orde: Artiodactyla (Evenhoevigen) - Orde: Cetacea (Walvisachtigen) (incl. Acreodi) - Orde: Condylarthra † - Orde: Procreodi † - Mirorde: Meridiungulata † - Orde: Astrapotheria † - Orde: Litopterna † - Orde: Notoungulata † - Orde: Pyrotheria † - Orde: Xenungulata † - Magnorde: Xenarthra (Tandarmen) - - - - Orde: Cingulata (Gordeldierachtigen) - Orde: Pilosa (Luiaards en miereneters) - Legioen: Symmetrodonta † - - - - - - - - - Orde: Amphidontoidea † - Orde: Spalacotherioidea † - Infraklasse: Triconodonta † |

Onderstaande indeling gebruikt de ordes uit de derde editie van het standaardwerk Mammal Species of the World (2005), ingedeeld op basis van genetische gegevens.
| De indeling van Mammal Species of the World (2005): |
| --- |
| - Klasse: Mammalia (Zoogdieren) - Onderklasse: Prototheria - - - Orde: Monotremata (Cloacadieren) - Onderklasse: Theria - Infraklasse: Eutheria of Placentalia (Placentadieren) - Superorde: Afrotheria - Orde: Afrosoricida (Tenreks en goudmollen) - Orde: Hyracoidea (Klipdassen) - Orde: Macroscelidea (Springspitsmuizen) - Orde: Proboscidea (Slurfdieren) - Orde: Sirenia (Zeekoeien) - Orde: Tubulidentata (Buistandigen) - Superorde: Euarchontoglires - Orde: Dermoptera (Huidvliegers) - Orde: Lagomorpha (Haasachtigen) - Orde: Primates (Primaten) - Orde: Rodentia (Knaagdieren) - Orde: Scandentia (Toepaja's) - Superorde: Laurasiatheria - Orde: Artiodactyla (Evenhoevigen) - Orde: Carnivora (Roofdieren) - Orde: Cetacea (Walvisachtigen of Walvissen) (vaak met de evenhoevigen samengevoegd tot de Cetartiodactyla) - Orde: Chiroptera (Vleermuizen) - Orde: Erinaceomorpha (Egels) - Orde: Perissodactyla (Onevenhoevigen) - Orde: Pholidota (Schubdierachtigen) - Orde: Soricomorpha (Mollen en spitsmuizen) - Superorde: Xenarthra - Orde: Cingulata (Gordeldierachtigen) - Orde: Pilosa (Luiaards en miereneters) - Infraklasse: Marsupialia of Metatheria (Buideldieren) - - Orde: Dasyuromorphia (Roofbuideldieren) - Orde: Didelphimorphia (Opossums) - Orde: Diprotodontia (Klimbuideldieren) - Orde: Notoryctemorphia (Buidelmollen) - Orde: Paucituberculata (waaronder de Opossummuizen) - Orde: Peramelemorphia (Buideldassen) |

Inmiddels zijn de ordes Erinaceomorpha en Soricomorpha weer samengevoegd tot de insecteneters (Eulipotyphla).
In de moderne fylogenie worden dergelijke groepen in een stamboom geplaatst zodat hun evolutionaire verwantschappen verduidelijkt worden. De rangaanduidingen worden dan weggelaten omdat ze geen empirische betekenis hebben en geen informatie kunnen verschaffen over de biologische werkelijkheid. Een mogelijke stamboom toont het volgende cladogram:
|  | Afrotheria |
|  |            |
|  | Xenarthra  |
|  |            |

|  | Euarchonta |
|  |            |
|  | Glires     |
|  |            |

|  | Cetartiodactyla |
|  |                 |
|  | Perissodactyla  |
|  |                 |

|  | Pholidota |
|  |           |
|  | Carnivora |
|  |           |

|  | Cetartiodactyla |
|  |                 |
|  | Perissodactyla  |
|  |                 |

|  | Pholidota |
|  |           |
|  | Carnivora |
|  |           |

|  | Cetartiodactyla |
|  |                 |
|  | Perissodactyla  |
|  |                 |

|  | Pholidota |
|  |           |
|  | Carnivora |
|  |           |

|  | Cetartiodactyla |
|  |                 |
|  | Perissodactyla  |
|  |                 |

|  | Pholidota |
|  |           |
|  | Carnivora |
|  |           |

|  | Cetartiodactyla |
|  |                 |
|  | Perissodactyla  |
|  |                 |

|  | Pholidota |
|  |           |
|  | Carnivora |
|  |           |

|  | Cetartiodactyla |
|  |                 |
|  | Perissodactyla  |
|  |                 |

|  | Pholidota |
|  |           |
|  | Carnivora |
|  |           |

|  | Cetartiodactyla |
|  |                 |
|  | Perissodactyla  |
|  |                 |

|  | Pholidota |
|  |           |
|  | Carnivora |
|  |           |

|  | Cetartiodactyla |
|  |                 |
|  | Perissodactyla  |
|  |                 |

|  | Pholidota |
|  |           |
|  | Carnivora |
|  |           |

|  | Euarchonta |
|  |            |
|  | Glires     |
|  |            |

|  | Cetartiodactyla |
|  |                 |
|  | Perissodactyla  |
|  |                 |

|  | Pholidota |
|  |           |
|  | Carnivora |
|  |           |

|  | Cetartiodactyla |
|  |                 |
|  | Perissodactyla  |
|  |                 |

|  | Pholidota |
|  |           |
|  | Carnivora |
|  |           |

|  | Cetartiodactyla |
|  |                 |
|  | Perissodactyla  |
|  |                 |

|  | Pholidota |
|  |           |
|  | Carnivora |
|  |           |

|  | Cetartiodactyla |
|  |                 |
|  | Perissodactyla  |
|  |                 |

|  | Pholidota |
|  |           |
|  | Carnivora |
|  |           |

|  | Cetartiodactyla |
|  |                 |
|  | Perissodactyla  |
|  |                 |

|  | Pholidota |
|  |           |
|  | Carnivora |
|  |           |

|  | Cetartiodactyla |
|  |                 |
|  | Perissodactyla  |
|  |                 |

|  | Pholidota |
|  |           |
|  | Carnivora |
|  |           |

|  | Cetartiodactyla |
|  |                 |
|  | Perissodactyla  |
|  |                 |

|  | Pholidota |
|  |           |
|  | Carnivora |
|  |           |

|  | Cetartiodactyla |
|  |                 |
|  | Perissodactyla  |
|  |                 |

|  | Pholidota |
|  |           |
|  | Carnivora |
|  |           |

|  | Afrotheria |
|  |            |
|  | Xenarthra  |
|  |            |

|  | Euarchonta |
|  |            |
|  | Glires     |
|  |            |

|  | Cetartiodactyla |
|  |                 |
|  | Perissodactyla  |
|  |                 |

|  | Pholidota |
|  |           |
|  | Carnivora |
|  |           |

|  | Cetartiodactyla |
|  |                 |
|  | Perissodactyla  |
|  |                 |

|  | Pholidota |
|  |           |
|  | Carnivora |
|  |           |

|  | Cetartiodactyla |
|  |                 |
|  | Perissodactyla  |
|  |                 |

|  | Pholidota |
|  |           |
|  | Carnivora |
|  |           |

|  | Cetartiodactyla |
|  |                 |
|  | Perissodactyla  |
|  |                 |

|  | Pholidota |
|  |           |
|  | Carnivora |
|  |           |

|  | Cetartiodactyla |
|  |                 |
|  | Perissodactyla  |
|  |                 |

|  | Pholidota |
|  |           |
|  | Carnivora |
|  |           |

|  | Cetartiodactyla |
|  |                 |
|  | Perissodactyla  |
|  |                 |

|  | Pholidota |
|  |           |
|  | Carnivora |
|  |           |

|  | Cetartiodactyla |
|  |                 |
|  | Perissodactyla  |
|  |                 |

|  | Pholidota |
|  |           |
|  | Carnivora |
|  |           |

|  | Cetartiodactyla |
|  |                 |
|  | Perissodactyla  |
|  |                 |

|  | Pholidota |
|  |           |
|  | Carnivora |
|  |           |

|  | Euarchonta |
|  |            |
|  | Glires     |
|  |            |

|  | Cetartiodactyla |
|  |                 |
|  | Perissodactyla  |
|  |                 |

|  | Pholidota |
|  |           |
|  | Carnivora |
|  |           |

|  | Cetartiodactyla |
|  |                 |
|  | Perissodactyla  |
|  |                 |

|  | Pholidota |
|  |           |
|  | Carnivora |
|  |           |

|  | Cetartiodactyla |
|  |                 |
|  | Perissodactyla  |
|  |                 |

|  | Pholidota |
|  |           |
|  | Carnivora |
|  |           |

|  | Cetartiodactyla |
|  |                 |
|  | Perissodactyla  |
|  |                 |

|  | Pholidota |
|  |           |
|  | Carnivora |
|  |           |

|  | Cetartiodactyla |
|  |                 |
|  | Perissodactyla  |
|  |                 |

|  | Pholidota |
|  |           |
|  | Carnivora |
|  |           |

|  | Cetartiodactyla |
|  |                 |
|  | Perissodactyla  |
|  |                 |

|  | Pholidota |
|  |           |
|  | Carnivora |
|  |           |

|  | Cetartiodactyla |
|  |                 |
|  | Perissodactyla  |
|  |                 |

|  | Pholidota |
|  |           |
|  | Carnivora |
|  |           |

|  | Cetartiodactyla |
|  |                 |
|  | Perissodactyla  |
|  |                 |

|  | Pholidota |
|  |           |
|  | Carnivora |
|  |           |

|  | Afrotheria |
|  |            |
|  | Xenarthra  |
|  |            |

|  | Euarchonta |
|  |            |
|  | Glires     |
|  |            |

|  | Cetartiodactyla |
|  |                 |
|  | Perissodactyla  |
|  |                 |

|  | Pholidota |
|  |           |
|  | Carnivora |
|  |           |

|  | Cetartiodactyla |
|  |                 |
|  | Perissodactyla  |
|  |                 |

|  | Pholidota |
|  |           |
|  | Carnivora |
|  |           |

|  | Cetartiodactyla |
|  |                 |
|  | Perissodactyla  |
|  |                 |

|  | Pholidota |
|  |           |
|  | Carnivora |
|  |           |

|  | Cetartiodactyla |
|  |                 |
|  | Perissodactyla  |
|  |                 |

|  | Pholidota |
|  |           |
|  | Carnivora |
|  |           |

|  | Cetartiodactyla |
|  |                 |
|  | Perissodactyla  |
|  |                 |

|  | Pholidota |
|  |           |
|  | Carnivora |
|  |           |

|  | Cetartiodactyla |
|  |                 |
|  | Perissodactyla  |
|  |                 |

|  | Pholidota |
|  |           |
|  | Carnivora |
|  |           |

|  | Cetartiodactyla |
|  |                 |
|  | Perissodactyla  |
|  |                 |

|  | Pholidota |
|  |           |
|  | Carnivora |
|  |           |

|  | Cetartiodactyla |
|  |                 |
|  | Perissodactyla  |
|  |                 |

|  | Pholidota |
|  |           |
|  | Carnivora |
|  |           |

|  | Euarchonta |
|  |            |
|  | Glires     |
|  |            |

|  | Cetartiodactyla |
|  |                 |
|  | Perissodactyla  |
|  |                 |

|  | Pholidota |
|  |           |
|  | Carnivora |
|  |           |

|  | Cetartiodactyla |
|  |                 |
|  | Perissodactyla  |
|  |                 |

|  | Pholidota |
|  |           |
|  | Carnivora |
|  |           |

|  | Cetartiodactyla |
|  |                 |
|  | Perissodactyla  |
|  |                 |

|  | Pholidota |
|  |           |
|  | Carnivora |
|  |           |

|  | Cetartiodactyla |
|  |                 |
|  | Perissodactyla  |
|  |                 |

|  | Pholidota |
|  |           |
|  | Carnivora |
|  |           |

|  | Cetartiodactyla |
|  |                 |
|  | Perissodactyla  |
|  |                 |

|  | Pholidota |
|  |           |
|  | Carnivora |
|  |           |

|  | Cetartiodactyla |
|  |                 |
|  | Perissodactyla  |
|  |                 |

|  | Pholidota |
|  |           |
|  | Carnivora |
|  |           |

|  | Cetartiodactyla |
|  |                 |
|  | Perissodactyla  |
|  |                 |

|  | Pholidota |
|  |           |
|  | Carnivora |
|  |           |

|  | Cetartiodactyla |
|  |                 |
|  | Perissodactyla  |
|  |                 |

|  | Pholidota |
|  |           |
|  | Carnivora |
|  |           |

|  | Afrotheria |
|  |            |
|  | Xenarthra  |
|  |            |

|  | Euarchonta |
|  |            |
|  | Glires     |
|  |            |

|  | Cetartiodactyla |
|  |                 |
|  | Perissodactyla  |
|  |                 |

|  | Pholidota |
|  |           |
|  | Carnivora |
|  |           |

|  | Cetartiodactyla |
|  |                 |
|  | Perissodactyla  |
|  |                 |

|  | Pholidota |
|  |           |
|  | Carnivora |
|  |           |

|  | Cetartiodactyla |
|  |                 |
|  | Perissodactyla  |
|  |                 |

|  | Pholidota |
|  |           |
|  | Carnivora |
|  |           |

|  | Cetartiodactyla |
|  |                 |
|  | Perissodactyla  |
|  |                 |

|  | Pholidota |
|  |           |
|  | Carnivora |
|  |           |

|  | Cetartiodactyla |
|  |                 |
|  | Perissodactyla  |
|  |                 |

|  | Pholidota |
|  |           |
|  | Carnivora |
|  |           |

|  | Cetartiodactyla |
|  |                 |
|  | Perissodactyla  |
|  |                 |

|  | Pholidota |
|  |           |
|  | Carnivora |
|  |           |

|  | Cetartiodactyla |
|  |                 |
|  | Perissodactyla  |
|  |                 |

|  | Pholidota |
|  |           |
|  | Carnivora |
|  |           |

|  | Cetartiodactyla |
|  |                 |
|  | Perissodactyla  |
|  |                 |

|  | Pholidota |
|  |           |
|  | Carnivora |
|  |           |

|  | Euarchonta |
|  |            |
|  | Glires     |
|  |            |

|  | Cetartiodactyla |
|  |                 |
|  | Perissodactyla  |
|  |                 |

|  | Pholidota |
|  |           |
|  | Carnivora |
|  |           |

|  | Cetartiodactyla |
|  |                 |
|  | Perissodactyla  |
|  |                 |

|  | Pholidota |
|  |           |
|  | Carnivora |
|  |           |

|  | Cetartiodactyla |
|  |                 |
|  | Perissodactyla  |
|  |                 |

|  | Pholidota |
|  |           |
|  | Carnivora |
|  |           |

|  | Cetartiodactyla |
|  |                 |
|  | Perissodactyla  |
|  |                 |

|  | Pholidota |
|  |           |
|  | Carnivora |
|  |           |

|  | Cetartiodactyla |
|  |                 |
|  | Perissodactyla  |
|  |                 |

|  | Pholidota |
|  |           |
|  | Carnivora |
|  |           |

|  | Cetartiodactyla |
|  |                 |
|  | Perissodactyla  |
|  |                 |

|  | Pholidota |
|  |           |
|  | Carnivora |
|  |           |

|  | Cetartiodactyla |
|  |                 |
|  | Perissodactyla  |
|  |                 |

|  | Pholidota |
|  |           |
|  | Carnivora |
|  |           |

|  | Cetartiodactyla |
|  |                 |
|  | Perissodactyla  |
|  |                 |

|  | Pholidota |
|  |           |
|  | Carnivora |
|  |           |

|  | Afrotheria |
|  |            |
|  | Xenarthra  |
|  |            |

|  | Euarchonta |
|  |            |
|  | Glires     |
|  |            |

|  | Cetartiodactyla |
|  |                 |
|  | Perissodactyla  |
|  |                 |

|  | Pholidota |
|  |           |
|  | Carnivora |
|  |           |

|  | Cetartiodactyla |
|  |                 |
|  | Perissodactyla  |
|  |                 |

|  | Pholidota |
|  |           |
|  | Carnivora |
|  |           |

|  | Cetartiodactyla |
|  |                 |
|  | Perissodactyla  |
|  |                 |

|  | Pholidota |
|  |           |
|  | Carnivora |
|  |           |

|  | Cetartiodactyla |
|  |                 |
|  | Perissodactyla  |
|  |                 |

|  | Pholidota |
|  |           |
|  | Carnivora |
|  |           |

|  | Cetartiodactyla |
|  |                 |
|  | Perissodactyla  |
|  |                 |

|  | Pholidota |
|  |           |
|  | Carnivora |
|  |           |

|  | Cetartiodactyla |
|  |                 |
|  | Perissodactyla  |
|  |                 |

|  | Pholidota |
|  |           |
|  | Carnivora |
|  |           |

|  | Cetartiodactyla |
|  |                 |
|  | Perissodactyla  |
|  |                 |

|  | Pholidota |
|  |           |
|  | Carnivora |
|  |           |

|  | Cetartiodactyla |
|  |                 |
|  | Perissodactyla  |
|  |                 |

|  | Pholidota |
|  |           |
|  | Carnivora |
|  |           |

|  | Euarchonta |
|  |            |
|  | Glires     |
|  |            |

|  | Cetartiodactyla |
|  |                 |
|  | Perissodactyla  |
|  |                 |

|  | Pholidota |
|  |           |
|  | Carnivora |
|  |           |

|  | Cetartiodactyla |
|  |                 |
|  | Perissodactyla  |
|  |                 |

|  | Pholidota |
|  |           |
|  | Carnivora |
|  |           |

|  | Cetartiodactyla |
|  |                 |
|  | Perissodactyla  |
|  |                 |

|  | Pholidota |
|  |           |
|  | Carnivora |
|  |           |

|  | Cetartiodactyla |
|  |                 |
|  | Perissodactyla  |
|  |                 |

|  | Pholidota |
|  |           |
|  | Carnivora |
|  |           |

|  | Cetartiodactyla |
|  |                 |
|  | Perissodactyla  |
|  |                 |

|  | Pholidota |
|  |           |
|  | Carnivora |
|  |           |

|  | Cetartiodactyla |
|  |                 |
|  | Perissodactyla  |
|  |                 |

|  | Pholidota |
|  |           |
|  | Carnivora |
|  |           |

|  | Cetartiodactyla |
|  |                 |
|  | Perissodactyla  |
|  |                 |

|  | Pholidota |
|  |           |
|  | Carnivora |
|  |           |

|  | Cetartiodactyla |
|  |                 |
|  | Perissodactyla  |
|  |                 |

|  | Pholidota |
|  |           |
|  | Carnivora |
|  |           |

|  | Afrotheria |
|  |            |
|  | Xenarthra  |
|  |            |

|  | Euarchonta |
|  |            |
|  | Glires     |
|  |            |

|  | Cetartiodactyla |
|  |                 |
|  | Perissodactyla  |
|  |                 |

|  | Pholidota |
|  |           |
|  | Carnivora |
|  |           |

|  | Cetartiodactyla |
|  |                 |
|  | Perissodactyla  |
|  |                 |

|  | Pholidota |
|  |           |
|  | Carnivora |
|  |           |

|  | Cetartiodactyla |
|  |                 |
|  | Perissodactyla  |
|  |                 |

|  | Pholidota |
|  |           |
|  | Carnivora |
|  |           |

|  | Cetartiodactyla |
|  |                 |
|  | Perissodactyla  |
|  |                 |

|  | Pholidota |
|  |           |
|  | Carnivora |
|  |           |

|  | Cetartiodactyla |
|  |                 |
|  | Perissodactyla  |
|  |                 |

|  | Pholidota |
|  |           |
|  | Carnivora |
|  |           |

|  | Cetartiodactyla |
|  |                 |
|  | Perissodactyla  |
|  |                 |

|  | Pholidota |
|  |           |
|  | Carnivora |
|  |           |

|  | Cetartiodactyla |
|  |                 |
|  | Perissodactyla  |
|  |                 |

|  | Pholidota |
|  |           |
|  | Carnivora |
|  |           |

|  | Cetartiodactyla |
|  |                 |
|  | Perissodactyla  |
|  |                 |

|  | Pholidota |
|  |           |
|  | Carnivora |
|  |           |

|  | Euarchonta |
|  |            |
|  | Glires     |
|  |            |

|  | Cetartiodactyla |
|  |                 |
|  | Perissodactyla  |
|  |                 |

|  | Pholidota |
|  |           |
|  | Carnivora |
|  |           |

|  | Cetartiodactyla |
|  |                 |
|  | Perissodactyla  |
|  |                 |

|  | Pholidota |
|  |           |
|  | Carnivora |
|  |           |

|  | Cetartiodactyla |
|  |                 |
|  | Perissodactyla  |
|  |                 |

|  | Pholidota |
|  |           |
|  | Carnivora |
|  |           |

|  | Cetartiodactyla |
|  |                 |
|  | Perissodactyla  |
|  |                 |

|  | Pholidota |
|  |           |
|  | Carnivora |
|  |           |

|  | Cetartiodactyla |
|  |                 |
|  | Perissodactyla  |
|  |                 |

|  | Pholidota |
|  |           |
|  | Carnivora |
|  |           |

|  | Cetartiodactyla |
|  |                 |
|  | Perissodactyla  |
|  |                 |

|  | Pholidota |
|  |           |
|  | Carnivora |
|  |           |

|  | Cetartiodactyla |
|  |                 |
|  | Perissodactyla  |
|  |                 |

|  | Pholidota |
|  |           |
|  | Carnivora |
|  |           |

|  | Cetartiodactyla |
|  |                 |
|  | Perissodactyla  |
|  |                 |

|  | Pholidota |
|  |           |
|  | Carnivora |
|  |           |

|  | Afrotheria |
|  |            |
|  | Xenarthra  |
|  |            |

|  | Euarchonta |
|  |            |
|  | Glires     |
|  |            |

|  | Cetartiodactyla |
|  |                 |
|  | Perissodactyla  |
|  |                 |

|  | Pholidota |
|  |           |
|  | Carnivora |
|  |           |

|  | Cetartiodactyla |
|  |                 |
|  | Perissodactyla  |
|  |                 |

|  | Pholidota |
|  |           |
|  | Carnivora |
|  |           |

|  | Cetartiodactyla |
|  |                 |
|  | Perissodactyla  |
|  |                 |

|  | Pholidota |
|  |           |
|  | Carnivora |
|  |           |

|  | Cetartiodactyla |
|  |                 |
|  | Perissodactyla  |
|  |                 |

|  | Pholidota |
|  |           |
|  | Carnivora |
|  |           |

|  | Cetartiodactyla |
|  |                 |
|  | Perissodactyla  |
|  |                 |

|  | Pholidota |
|  |           |
|  | Carnivora |
|  |           |

|  | Cetartiodactyla |
|  |                 |
|  | Perissodactyla  |
|  |                 |

|  | Pholidota |
|  |           |
|  | Carnivora |
|  |           |

|  | Cetartiodactyla |
|  |                 |
|  | Perissodactyla  |
|  |                 |

|  | Pholidota |
|  |           |
|  | Carnivora |
|  |           |

|  | Cetartiodactyla |
|  |                 |
|  | Perissodactyla  |
|  |                 |

|  | Pholidota |
|  |           |
|  | Carnivora |
|  |           |

|  | Euarchonta |
|  |            |
|  | Glires     |
|  |            |

|  | Cetartiodactyla |
|  |                 |
|  | Perissodactyla  |
|  |                 |

|  | Pholidota |
|  |           |
|  | Carnivora |
|  |           |

|  | Cetartiodactyla |
|  |                 |
|  | Perissodactyla  |
|  |                 |

|  | Pholidota |
|  |           |
|  | Carnivora |
|  |           |

|  | Cetartiodactyla |
|  |                 |
|  | Perissodactyla  |
|  |                 |

|  | Pholidota |
|  |           |
|  | Carnivora |
|  |           |

|  | Cetartiodactyla |
|  |                 |
|  | Perissodactyla  |
|  |                 |

|  | Pholidota |
|  |           |
|  | Carnivora |
|  |           |

|  | Cetartiodactyla |
|  |                 |
|  | Perissodactyla  |
|  |                 |

|  | Pholidota |
|  |           |
|  | Carnivora |
|  |           |

|  | Cetartiodactyla |
|  |                 |
|  | Perissodactyla  |
|  |                 |

|  | Pholidota |
|  |           |
|  | Carnivora |
|  |           |

|  | Cetartiodactyla |
|  |                 |
|  | Perissodactyla  |
|  |                 |

|  | Pholidota |
|  |           |
|  | Carnivora |
|  |           |

|  | Cetartiodactyla |
|  |                 |
|  | Perissodactyla  |
|  |                 |

|  | Pholidota |
|  |           |
|  | Carnivora |
|  |           |

|  | Afrotheria |
|  |            |
|  | Xenarthra  |
|  |            |

|  | Euarchonta |
|  |            |
|  | Glires     |
|  |            |

|  | Cetartiodactyla |
|  |                 |
|  | Perissodactyla  |
|  |                 |

|  | Pholidota |
|  |           |
|  | Carnivora |
|  |           |

|  | Cetartiodactyla |
|  |                 |
|  | Perissodactyla  |
|  |                 |

|  | Pholidota |
|  |           |
|  | Carnivora |
|  |           |

|  | Cetartiodactyla |
|  |                 |
|  | Perissodactyla  |
|  |                 |

|  | Pholidota |
|  |           |
|  | Carnivora |
|  |           |

|  | Cetartiodactyla |
|  |                 |
|  | Perissodactyla  |
|  |                 |

|  | Pholidota |
|  |           |
|  | Carnivora |
|  |           |

|  | Cetartiodactyla |
|  |                 |
|  | Perissodactyla  |
|  |                 |

|  | Pholidota |
|  |           |
|  | Carnivora |
|  |           |

|  | Cetartiodactyla |
|  |                 |
|  | Perissodactyla  |
|  |                 |

|  | Pholidota |
|  |           |
|  | Carnivora |
|  |           |

|  | Cetartiodactyla |
|  |                 |
|  | Perissodactyla  |
|  |                 |

|  | Pholidota |
|  |           |
|  | Carnivora |
|  |           |

|  | Cetartiodactyla |
|  |                 |
|  | Perissodactyla  |
|  |                 |

|  | Pholidota |
|  |           |
|  | Carnivora |
|  |           |

|  | Euarchonta |
|  |            |
|  | Glires     |
|  |            |

|  | Cetartiodactyla |
|  |                 |
|  | Perissodactyla  |
|  |                 |

|  | Pholidota |
|  |           |
|  | Carnivora |
|  |           |

|  | Cetartiodactyla |
|  |                 |
|  | Perissodactyla  |
|  |                 |

|  | Pholidota |
|  |           |
|  | Carnivora |
|  |           |

|  | Cetartiodactyla |
|  |                 |
|  | Perissodactyla  |
|  |                 |

|  | Pholidota |
|  |           |
|  | Carnivora |
|  |           |

|  | Cetartiodactyla |
|  |                 |
|  | Perissodactyla  |
|  |                 |

|  | Pholidota |
|  |           |
|  | Carnivora |
|  |           |

|  | Cetartiodactyla |
|  |                 |
|  | Perissodactyla  |
|  |                 |

|  | Pholidota |
|  |           |
|  | Carnivora |
|  |           |

|  | Cetartiodactyla |
|  |                 |
|  | Perissodactyla  |
|  |                 |

|  | Pholidota |
|  |           |
|  | Carnivora |
|  |           |

|  | Cetartiodactyla |
|  |                 |
|  | Perissodactyla  |
|  |                 |

|  | Pholidota |
|  |           |
|  | Carnivora |
|  |           |

|  | Cetartiodactyla |
|  |                 |
|  | Perissodactyla  |
|  |                 |

|  | Pholidota |
|  |           |
|  | Carnivora |
|  |           |